# Personaggi di Squadra antimafia - Palermo oggi

## Questore

### Questore Licata
Licata, interpretato da Bruno Torrisi (stagioni 1-8), è il questore di Palermo. Contrario alle idee e alle azioni di Claudia Mares, ne ostacola spesso e volentieri il lavoro estromettendola dai casi o addirittura sospendendola dal servizio di vicequestore, assecondando così anche l'aspirante capo Calcaterra nella terza stagione. Nonostante il perenne contrasto con la Mares, la morte del vicequestore lo addolora non poco, conscio di aver perduto un eccellente poliziotto. È un personaggio burbero, ligio al dovere e al rispetto delle regole, ma si comporta da padre comprensivo con i ragazzi della Duomo, disposto talvolta a cambiare le sue idee iniziali per loro. Dalla quinta stagione si trasferisce a Catania con la Duomo per restare in stretto contatto con la squadra nel corso delle indagini. È presente anche in Rosy Abate - La serie, nella prima stagione aiutando il vicequestore Luca Bonaccorso e la dottoressa Livia Cataldi nella caccia a Rosy Abate mentre nella seconda è in pensione ma ancora presente alle nuove vicende di Rosy.

## Vice questori

### Stefano Lauria
Stefano Lauria, interpretato da Massimo Poggio (guest stagione 1), è il primo vicequestore aggiunto della Duomo di Palermo prima dell'arrivo di Claudia Mares con la quale aveva una relazione. Ha una storia segreta con Viola Fantini che interromperà per non mettere la ragazza in pericolo. Ha richiamato proprio la Mares da Roma per rivelare i segreti di Cosa Nostra, ma viene ucciso per ordine del boss Giacomo Trapani da Marino Scalia, detto lo Sciancato nell'ascensore di un centro commerciale.

### Claudia Mares
Claudia Mares, interpretata da Simona Cavallari (stagioni 1-4, cameo st. 6), è il secondo vicequestore aggiunto della Duomo di Palermo dopo la morte di Lauria. Donna molto coraggiosa, determinata, intuitiva e testarda, il suo operato, non sempre ligio alle regole, la porta ad avere un rapporto conflittuale con il questore Licata, che nonostante tutto vi è del reciproco rispetto, e la induce a intrattenere un rapporto ambiguo anche con la mafiosa Rosy Abate, sua amica/nemica, cui principalmente dà la caccia. È sempre decisa a catturare i sospettati e a raggiungere i suoi obbiettivi e non esita a mettere in pericolo sé stessa in nome della verità. Compagna del collega Ivan Di Meo nelle prime due serie, con il quale ha intrattenuto una tanto travagliata ed intensa relazione, dopo la sua morte che la segnerà profondamente, si lega sentimentalmente al subentrato Domenico Calcaterra del quale resta incinta. Convinta a lasciare la Duomo per proseguire la sua gravidanza lontano da Palermo e dal compagno (che non riesce a spiegarsi questa radicale scelta), si lascia convincere da Rosy a prestarle aiuto per l'ultima volta e muore tragicamente in quest'occasione, insieme al bambino che porta in grembo, in seguito all'esplosione di un pacco bomba indirizzato all'Abate, lasciando tutti i suoi colleghi, ma soprattutto Rosy e Domenico, con un grande senso di smarrimento, dolore e vuoto. Appare anche nella sesta stagione sotto forma di fantasma per un ultimo confronto con Rosy Abate e nella settima stagione nei ricordi del suo ex compagno Domenico Calcaterra.

### Ivan Di Meo
Ivan Di Meo, interpretato da Claudio Gioè (stagioni 1-2), è un vicequestore aggiunto della Squadra mobile di polizia di Palermo. Quest'ultimo è un tipo misterioso, dotato di grande intelligenza e specializzato nella tecnica del doppio gioco. È sempre pronto e abile a servirsi della menzogna, senza destare il minimo sospetto nella persona che gli sta di fronte. Ma è anche soprattutto un poliziotto molto coraggioso e astuto, disposto a mettere costantemente a rischio la propria vita in nome della giustizia. Decide di infiltrarsi tra le file di Cosa Nostra, prima passando informazioni al boss Giacomo Trapani e poi diventando il braccio destro di Nardo Abate. Diviso tra la sua relazione, contorta ma profonda ed autentica, con Claudia Mares e la finzione con Rosy Abate, sorella di Nardo, è protagonista di una guerra di sangue che alla fine porterà alla sua morte per mano della stessa Abate, che lo uccide per vendetta. Quest’ultima, nella terza stagione, scopre che il bimbo che ha dato alla luce, Leonardo, non è figlio di Vincent Truebla ma proprio di Di Meo. Nella seconda stagione dello spin-off Rosy Abate - La serie, Ivan ricompare sotto forma di visione a Rosy.

### Domenico Calcaterra
Domenico "Mimmo" Calcaterra, interpretato da Marco Bocci (stagioni 3-7), è il terzo vicequestore aggiunto che comanda la squadra Duomo di Palermo dopo la sospensione di Claudia Mares. Inizialmente il suo rapporto con la squadra è teso, ma poi le cose vanno sempre più migliorando tanto che con Claudia inizierà una relazione romantica, durante la quale la Mares aspetterà un bambino che non vedrà mai la luce in quanto rimane uccisa nel corso di un attentato rimanendone devastato. Sempre nella quarta stagione si innamora di Rosy Abate, con la quale intratterrà un rapporto molto altalenante e travagliato seppur colmo di passione. Salvato in extremis dove era stato rinchiuso con De Silva da Tito Nerone, Calcaterra si ritrova a doversi trasferire con la squadra a Catania per ritrovare il piccolo Leonardo, figlio di Rosy Abate, che è stato rapito. Qui scopre che Lara Colombo, il vicequestore di Catania, è colei che gli ha salvato la vita dalla botola in cui era rinchiuso. Dopo un primo rapporto scontroso, si legherà sentimentalmente alla donna e si convince che la responsabilità della morte di Leonardo, al quale era teneramente affezionato, sia della sorella di Lara, Veronica. Andando contro i regolamenti, darà giustizia alla povera Rosy e farà arrestare Veronica. Nella sesta stagione deve pensare a bloccare Crisalide, un'organizzazione occulta operante all'interno delle istituzioni che fa affari con la mafia, ritrovando il nemico di un tempo Filippo De Silva. La sua missione di fermare Crisalide diviene quasi un'ossessione ed il rapporto che ha con Rosy, però, finisce per scaturire la gelosia di Lara, che lo tradisce con Pietrangeli. Calcaterra arriva a fare gesti estremi per scoprire la vera mente di Crisalide. Nella settima stagione viene sequestrato dal clan Maglio per trovare la chiave dell'archivio di Crisalide su ordine di Veronica Colombo e, nel tentativo di salvare la giudice Ferretti e sua figlia, verrà ferito alla testa da Graziano Maglio. In seguito a questo colpo ne deriva un trauma emotivo e mentale dal quale non riuscirà mai a riprendersi completamente, tanto che sarà affetto da momenti di amnesia a causa dei quali arriverà a uccidere il commissario Barca, un uomo dei Maglio, il commercialista Ferlito e don Vanzini, prima di essere scoperto dal collega Pietrangeli ed essere rinchiuso in un ospedale psichiatrico, dal quale infine scapperà grazie all’aiuto di Rosy Abate riuscendo a far perdere totalmente le proprie tracce.

### Lara Colombo
Lara Colombo, interpretata da Ana Caterina Morariu (stagioni 5-7), è il vicequestore aggiunto dell'Antimafia di Catania e appare all'inizio della quinta stagione quando, durante un'operazione sotto copertura, salva Calcaterra dalla botola in cui è rinchiuso. Costretta da Licata a collaborare, insieme alla sua squadra, con la Duomo di Palermo, si abitua ben presto ai metodi del vicequestore palermitano e s'innamora di lui. La relazione che instaura con Calcaterra incontra delle difficoltà quando Domenico scopre che Veronica, la sorella maggiore di Lara, è collusa con la mafia. Riconoscere le responsabilità della sorella è per Lara difficile inizialmente ma, convinta dalle continue prove che l'accusano, è in prima fila al suo arresto sull'Etna alla fine della quinta stagione. Nella sesta stagione Lara, positiva sulla prospettiva di un recupero per Veronica, è costretta nuovamente ad accettare che la sorella sia implicata nella mafia sino al collo. Lasciatasi con Domenico con il quale è in crisi, ha delle tresche con il collega Sandro Pietrangeli, migliore amico del vicequestore. Alla fine della stagione ufficializza la relazione con Pietra, che Domenico, legato a momenti alterni alla mafiosa Rachele Ragno e alla collaboratrice di giustizia Rosy Abate, è costretto ad accettare. Nel corso della settima stagione, sostituita dal vicequestore Tempofosco nella direzione della sua squadra, convinta della colpevolezza del magistrato Ada Ferretti collusa con la mafia e poco fiduciosa nelle capacità del collega, lo pedina sino a una chiesa isolata in cui si deve incontrare proprio con Ada e, nel corso di un attacco mafioso, organizzato proprio da sua sorella Veronica per rapire la Ferretti, viene colpita nel tentativo di far da scudo al collega con un colpo di pistola all'addome, esploso dall'arma di Giovanni Spagnardi, compagno della sorella Veronica. Muore poche ore più tardi in ospedale, dopo che il compagno Pietrangeli le ha messo al dito l'anello con cui la sera prima l'aveva chiesta in sposa.

### Davide Tempofosco
Davide Tempofosco, interpretato da Giovanni Scifoni (stagione 7, guest 8), è il quarto vicequestore aggiunto della squadra Duomo (che durante la guida di Calcaterra si è trasferita da Palermo a Catania, fondendosi con la squadra comandata da Lara Colombo), che sostituisce Calcaterra durante la convalescenza per il colpo alla testa. Appena arrivato, entra in conflitto con Lara Colombo per il suo metodo di gestione delle indagini, riuscendo però ad acquisire la fiducia del magistrato Ada Ferretti, collusa con i Maglio. Durante un incontro celato con la donna, che vuole rivelargli scomode verità, viene pedinato da Lara Colombo e, in uno scontro a fuoco con Spagnardi, intervenuta sul posto per rapire la Ferretti, si vede salva la vita grazie a Lara che gli fa da scudo col suo corpo morendo. In conflitto, dopo questo avvenimento, con il compagno di Lara, Pietrangeli, e con il resto della squadra, riesce lentamente a riconquistare la fiducia della Duomo e chiama a supporto nelle indagini una vecchia collega, genio dei computer, Anna Cantalupo. Innamoratosi di lei, ne copre l'operato fuori dalle regole in più occasioni, fino all'arresto di Saverio Torrisi, acerrimo nemico della donna. Finalmente ricambiato il suo sentimento e terminato il suo ruolo in Duomo, si congeda ringraziando la squadra, ma viene richiamato al suo posto dal questore Licata dopo l'arresto e la dichiarata infermità mentale di Calcaterra. Muore all'inizio dell'ottava stagione per via di un attentato architettato dal boss Giovanni Reitani (in realtà si chiama Ulisse Mazzeo). Il suo posto viene preso da Anna Cantalupo.

### Anna Cantalupo
Anna Cantalupo, interpretata da Daniela Marra (stagioni 7-8), è il quinto e ultimo vicequestore aggiunto della Duomo, nominata coordinatrice ad interim, e un ex maggiore della Guardia di Finanza in congedo dopo che il Broker, insieme a Saverio Torrisi, le ha ucciso il marito in un attentato, nel quale la donna ha perso anche la figlia che portava in grembo. Consulente finanziaria a Siracusa, viene convinta da Tempofosco, con il quale collaborava all'Interpol, ad aiutare la Duomo. Viene rapita da Rachele Ragno, anch'essa alla ricerca del Broker, venendo poi liberata dalla Duomo. Dopo aver scoperto che colui si nasconde dietro il Broker è il suocero Goffredo Collina, Anna ne blocca la fuga e scopre che il vero obiettivo dell'attentato che ha ucciso il marito era invece lei. Dopo avergli visto estrarre la pistola, lo uccide per legittima difesa. Accecata dall'odio, inganna il collega Tempofosco, approfittando del fatto che lui è innamorato, e cerca di uccidere Saverio Torrisi, stretto compagno del Broker come forma di vendetta personale. Fallito il tentativo, dopo aver rischiato di morire, coperta dai colleghi ritorna in Duomo e chiede pubblicamente scusa. Riuscita ad arrestare Torrisi, stavolta con metodi più ortodossi grazie alla deposizione di Ada Ferretti, dichiara il suo amore al collega Tempofosco e si congeda dalla Duomo, ma viene invitata a rimanere dal questore Licata. Dopo la morte di Tempofosco prenderà il comando della Duomo. Alla fine dell'ottava e ultima stagione lascia il comando e si mette insieme al collega Giano Settembrini. Successivamente la squadra viene sciolta in quanto non vi sono più vicequestori, commissari e ispettori disposti a coordinarla in quanto trasferiti o morti durante la serie, a parte Calcaterra che dopo il trauma alla testa non è più in grado di svolgere il servizio attivo, anche se quest'ultimo era riuscito a far perdere le tracce.

## Commissario capo

### Alfiere
Fabrizio Lorri detto Alfiere, interpretato da Ninni Bruschetta (stagioni 1-2), è il commissario capo di polizia e il membro più anziano della Duomo. Ha lavorato sul campo con il vicequestore aggiunto Roberto Sanna, la cui collaborazione ha portato all'arresto del super boss di Cosa Nostra Bernardo Provenzano. Viene accusato di essere la talpa alla Duomo e non reggendo alle accuse tenterà il suicidio. Riuscito a salvarsi e a riscattarsi agli occhi dei suoi superiori, collaborerà con la sua squadra all'arresto di Giacomo Trapani. Nella seconda stagione collaborerà con la nuova squadra della Mares, sacrificando la propria vita facendo scudo a quest'ultima con il proprio corpo durante un agguato teso dal Catanese.
Curiosità
Nella miniserie L'ultimo padrino, Alfiere ha il nome di "Maurizio Cafiero", mentre in questa serie ha il nome di "Fabrizio Lorri".

## Ispettori

### Africa
Africa, interpretato da Marco Leonardi (stagione 1), è anche lui un componente vecchio stampo della Duomo che nel 2006 ha partecipato all'arresto del super boss di Cosa Nostra Bernardo Provenzano. Probabilmente è ancora molto giovane, ma è comunque un ottimo poliziotto che svolge al meglio il suo lavoro. È un ragazzo molto dinamico e sincero e ha un rapporto quasi fraterno con Gigante, con cui si confida nei momenti più difficili. All'inizio sembra subire il fascino di Viola ma poi è probabile che cerchi di tornare sui suoi passi e mettersi sulle tracce del figlio che non ha avuto modo di conoscere. 
Lascia la Duomo alla fine della prima stagione deciso a trovare un rapporto con il figlio.

### Gigante
Gigante, interpretato da Raffaele Vannoli (stagione 1), è uno dei componenti della Duomo che nel 2006 ha partecipato all'arresto del super boss di Cosa Nostra Bernardo Provenzano. Gigante ha una vita privata alle spalle molto travagliata a causa della sofferenza di sua moglie, che sostiene di non avere più un marito al suo fianco dato che, per fare parte della Duomo, egli ha lasciato Roma da ormai diverso tempo e si è stabilito a Palermo per continuare il suo lavoro. Gigante cerca spesso di mettersi in luce in qualità di genitore, dato che ha una figlia ormai adolescente che non sopporta più il carattere premuroso del padre. 
Lascia la Duomo alla fine della prima stagione per tornare dalla sua famiglia.
Curiosità
Nella miniserie L'ultimo padrino, Gigante ha un figlio piccolo, mentre in questa serie ha una figlia di 16 anni di nome Eleonora.

### Viola Fantini
Viola Fantini, interpretata da Silvia De Santis (stagione 1), è un'ottima componente della Duomo ma anche esperta di informatica e sarà determinante nel corso delle indagini più sofisticate. Viola è una bella e brava ragazza, che dimostra un perfetto intuito e una grande volontà come quando cerca di sedurre Michele Lo Bianco, per invischiarsi in qualcosa di molto pericoloso e che porterà quasi alla morte dell'uomo, che in realtà era un agente infiltrato dell'FBI. Lascia la Duomo alla fine della prima stagione.

### Sandro Pietrangeli
Alessandro "Sandro" Pietrangeli detto Pietra, interpretato da Giordano De Plano (stagioni 2-7), originario di Roma e con un passato alla Narcotici, è il nuovo ispettore della Duomo a partire dalla seconda stagione. Di carattere apparentemente duro e violento, è estremamente fedele alla sua squadra. Ha un figlio ed è separato dalla moglie che non gli permette di vederlo. Dopo una breve relazione con la collega Fiamma Rigosi, si fidanza con Giulia Platania, vedova di un mafioso che lui stesso ha ucciso. Dopo la morte del suo migliore amico e collega Luca Serino, rimasto ucciso per avergli fatto da scudo, nel corso della quarta stagione, Sandro ha un crollo psicologico e diventa dipendente dall'alcool. Lasciato dalla compagna (che si scopre di essere complice dei Mezzanotte), a causa delle sue azioni superficiali e singole che mettono in pericolo la squadra, viene sostituito sul lavoro e nell'azione sul campo dal collega Palladino, anch'egli con un passato da alcolista. Riuscito a riprendersi, coordina le operazioni della Duomo in assenza di Calcaterra e riesce infine a catturare l'assassino di Luca, Tito Nerone, con il quale cade dal tetto di un edificio; a causa di ciò, che causa la morte sul colpo di Nerone, Sandro rimane paralizzato. Nella quinta stagione, con l'aiuto fondamentale della fisioterapista Anna, che diventa sua compagna, riesce a ristabilirsi e a ritornare operativo sul campo. Alla fine della serie, due notizie sconvolgono nuovamente la sua vita: a causa di un peggioramento alla schiena, è costretto a lasciare nuovamente il suo ruolo attivo; Anna, invece, aspetta un figlio da lui. Nella sesta serie, lasciata Anna dopo aver perso il bambino, Sandro incomincia a fare l'infiltrato nel carcere per ingraziarsi Don Carmine Spinone. Grazie a quest'operazione, ha un notevole avvicinamento con la collega Lara Colombo, della quale s'innamora e con la quale, dopo alcune peripezie, comincia una storia seria. Nella settima stagione, dopo aver rivelato all'amico Calcaterra le sue intenzioni di ritentare un matrimonio soltanto con Lara, la chiede in sposa e lei accetta. Durante un attacco mafioso presso una chiesa abbandonata, terrorizzato per le sorti della compagna all'interno del luogo sacro, corre senza riflettere verso di lei e assiste, disperato e impotente, alla sua lenta agonia in seguito a un colpo all'addome. Avvertito dai medici che Lara non si sveglierà dal coma, le mette l'anello al dito, dichiarandola, in solitudine, sua moglie. Dopo la morte della compagna, continua il suo ruolo in Duomo sino alla morte di Giovanni Spagnardi, autore materiale dell'omicidio di Lara. Ulteriormente sconvolto dalla rivelazione dell'infermità mentale di Calcaterra e dal ricordo, sempre vivo, della perdita di molti colleghi (tra cui Ivan, Alfiere, Fiamma, Luca, Claudia, Gaetano e Lara), decide di lasciare la polizia definitivamente. Pietrangeli ricompare come guest nella seconda stagione dello spin-off Rosy Abate - La serie: rintracciato dall'ispettore Luca Bonaccorso, rivela che il vero padre di Leonardo Abate è il vicequestore aggiunto Ivan Di Meo e nel finale si rivede al matrimonio del figlio di Rosy insieme a Licata per comunicare la notizia che la domanda per entrare nella Polizia di Leonardo è stata accettata.

### Luca Serino
Luca Serino, interpretato da Francesco Mandelli (stagioni 2-3, guest 4), è il nuovo ispettore alla Duomo arrivato nella seconda serie. Esperto informatico nonché ingegnere, arriva da Milano per fare esperienza con una fidanzata oppressiva che lui lascia nella terza stagione. Imbranato e impacciato all'inizio, piano piano si abitua al lavoro di azione di Palermo e si fidanza anche con Fiamma, collega ma anche ex dell'altro collega e amico Sandro. Faticherà molto a raccontare a Sandro di stare insieme a Fiamma proprio in quanto sua ex non ancora del tutto dimenticata. Fiamma muore però durante la terza stagione in seguito alle ferite riportate dopo uno scontro a fuoco con Vito Portanova e Filippo De Silva in presenza della Mares. Nella prima puntata della quarta stagione, Luca tenta di fermare un killer, ingaggiato dai mafiosi Armando e Dante Mezzanotte per uccidere lo zio, boss della famiglia. Il tentativo d'intervento di Luca fallisce miseramente: il killer gli spara e quest'ultimo muore poco dopo tra le braccia del collega e amico Sandro.

### Fiamma Rigosi
Fiamma Rigosi, interpretata da Alice Palazzi (stagioni 2-3), vice sovrintendente della Duomo arrivata nella seconda stagione. Durante le indagini sul clan degli Abate cercherà di rintracciare l'assassino del padre giornalista ucciso venti anni prima dal killer Daniele Pinna, che riuscirà infine a uccidere durante un summit su una nave. Dopo una breve relazione con Sandro, si fidanzerà ufficialmente con il collega Luca Serino. Nella terza stagione, durante un'operazione con la Mares per convincere Sara a testimoniare contro la Abate, muore a causa delle ferite riportate in uno scontro a fuoco con De Silva e Portanova.

### Gaetano Palladino
Gaetano Palladino noto come Palla, interpretato da Ludovico Vitrano (stagioni 4-5, guest 6), amico di vecchia data di Calcaterra, è l'ispettore della Duomo a partire dalla quarta stagione e ha un passato come alcolista. Sostituisce Pietrangeli nel ruolo attivo, che ha temporaneamente lasciato il servizio per un crollo psicologico, e s'innamora della collega Francesca Leoni, con la quale si fidanza ufficialmente nella quinta stagione. Successivamente trasferito in procura, abbandona la squadra anche a causa della fine della relazione con Francesca. Viene ucciso a tradimento dal giudice Pulvirenti mentre stava indagando su Crisalide per conto di Calcaterra.

### Francesca Leoni
Francesca Leoni, interpretata da Greta Scarano (stagioni 4-6, st. 7 ep. 1-2), è l'ispettore capo della Duomo giunta da Roma per sostituire la Mares, congedatasi per maternità, venendo in seguito confermata nella squadra dopo la sua morte. Si fidanza con l'imprenditore Umberto Nobile nel corso della quarta stagione, ma, scoperto che l'uomo appartiene alla famiglia mafiosa degli Abate, lo convince a costituirsi. Prima che giunga in Duomo, l'uomo viene rapito da De Silva e da Armando Mezzanotte e, dopo una commovente chiamata fatta di nascosto a Francesca, viene ucciso dalla sorella Ilaria Abate. Sconvolta dal dolore, dopo poco tempo Francesca inizia una relazione con il collega Gaetano Palladino, da tempo innamorato di lei. Scoperto che il padre è ricercato dagli uomini di Achille Ferro per ucciderlo, cade in depressione e, nella sesta stagione, lascia Palladino non provando più niente per lui. Dopo la morte di quest'ultimo, fa coming out e intreccia una relazione con Marta Aloisi, proprietaria di una libreria e attivista antimafia. Lascia la Duomo nella settima stagione per seguire Marta in Africa.

### Vito Sciuto
Vito Sciuto, interpretato da Dino Abbrescia (stagioni 5-8), è l'ispettore capo di Catania presente a partire dalla quinta stagione con Lara Colombo. Innamoratosi della sorella dell'architetto ucciso dalla mafia, Nunzia, arriva troppo tardi nella sua casa e, dopo uno scontro a fuoco coi mafiosi Achille Ferro e Catena, la trova morta per impiccagione. Convinto della colpevolezza di Veronica Colombo, partecipa alle indagini "segrete" di Calcaterra e del resto della squadra di nascosto da Lara, convinta ancora della sincerità di sua sorella; tali indagini portano all'arresto della Colombo. Nella sesta stagione incomincia una storia con Carmela Ragno, vecchia amica, la quale nella settima stagione, davanti all'incredulità di Vito, aiuta prima il figlio mafioso a evadere inscenando il suo stesso rapimento per opera di Saro, poi, ormai scoperta, fugge insieme a Saro rinnegando il compagno. In seguito alla morte di Saro e ad alcune azioni criminali di Carmela, è in prima fila durante l'arresto della donna che amava.

### Carlo Nigro
Carlo Nigro, interpretato da Giulio Berruti (stagione 8), è un ispettore capo della Squadra Omicidi chiamato dalla poliziotta Anna Cantalupo per trovare l'assassino del vicequestore Davide Tempofosco. Sposato e con una figlia piccola, tradisce frequentemente la moglie della quale non è più innamorato e inizia una relazione con Patrizia Fiorilli, la donna del boss Ulisse Mazzeo, poi uccisa da quest'ultimo. Alla fine dell'ottava stagione si riavvicina alla famiglia.

### Giano Settembrini
Giano Settembrini, interpretato da Davide Iacopini (stagione 8), è un ispettore capo della Narcotici dai modi spicci e pratici, su cui è stata gettata addosso l'ombra del corrotto. Rude e istintivo, in realtà è un amico fedele e leale, sempre pronto a dividersi in quattro per i colleghi. Nonostante all'apparenza sia perennemente nervoso, è un simpaticone e ha sempre la battuta pronta. È schietto nel dire quello che pensa, proprio per questo è spesso oggetto di rimproveri e richiami da parte del vicequestore Cantalupo (di cui è segretamente innamorato), in particolare per l'eccessiva irascibilità che dimostra negli arresti e negli interrogatori. Alla fine dell'ottava stagione, dopo aver ucciso Rachele Ragno, si metterà insieme ad Anna.

### Rosalia Bertinelli
Rosalia Bertinelli, interpretata da Silvia D'Amico (stagione 8), è un'ispettrice capo dell'Anticrimine, chiamata da Anna Cantalupo per scoprire chi ha ucciso il vicequestore Tempofosco; lei, però, viene da una famiglia mafiosa. Negli episodi finali dell'ottava stagione, infatti, scopre di essere la nipote di Rosy Abate, figlia illegittima di Nardo Abate e di Assunta Bertinelli.Peró verrà colpita in seguito ad una sparatoria in squadra antimafia 8 puntata 6.    Onesta e leale, Rosalia è un poliziotto dalle indiscutibili qualità professionali, gode di assoluta stima da parte della sua squadra. Riceve in eredità dalla zia 200.000.000 di euro. A questo punto la sua onestà comincia a vacillare.

### Benito Caputo
Benito Caputo, interpretato da Roberto Salemi (stagioni 2-8), è un ispettore della Duomo. Nella seconda stagione contribuirà all'arresto di Ivan Di Meo e del catanese che ha ucciso Alfiere. Dalla quarta stagione fino alla settima avrà un buon rapporto con la collega Francesca Leoni fino alla sua partenza. Nella settima stagione si scoprirà che ha una moglie. È protagonista anche nell'ottava stagione in cui entra in azione insieme agli altri colleghi della Duomo fino all'operazione finale.

### Bruno Orsini
Bruno Orsini detto Orso, interpretato da Massimo De Lorenzo (stagioni 5-8), è l'ispettore di Catania presente a partire dalla quinta stagione. Ha una moglie.
Ha un ruolo secondario nella serie.

### Alfredo Bellomo
Alfredo Bellomo, interpretato da Andrea Bruschi (stagione 2 ep. 5 - stagione 5 ep. 1, 4-6, 9-10), ispettore dell'antimafia a Catania con la Duomo. Originario di Genova, ha lavorato sotto copertura con Ivan Di Meo fermandosi poi in Sicilia. In passato è stato capo della "Catturandi" di Napoli e ha collaborato con la Duomo per arrestare il boss dei Casalesi Ciruzzo Pace durante il blitz sulla nave Grimaldi, da anni era sulle tracce di Pace.
Ha avuto un ruolo secondario nella sua permanenza alla Duomo.

## Collaboratori dellaDuomo

### Rosy Abate
Rosalia "Rosy" Abate, interpretata da Giulia Michelini (stagioni 1-6, ricorrente 7, guest 8), soprannominata la Regina di Palermo, è la giovane donna esponente di un clan mafioso dalla personalità forte, determinata, indipendente e molto vendicativa che, dopo la morte del marito e dei fratelli, decide in parte perché costretta e sia perché desiderosa di vendetta e di potere, a prendere in mano le redini degli affari. Ha, da sempre, un legame tormentato con l'amica/nemica Claudia Mares, vicequestore della squadra Duomo di Palermo, dalla quale viene più volte carcerata, salvata e aiutata. Nella terza stagione dà alla luce un figlio, Leonardino, il quale diviene l'unica ragione di vita di Rosy. Il piccolo è in realtà il figlio di Ivan Di Meo, infiltrato della Duomo amato da Rosy, nonché compagno di Claudia Mares, dalla stessa Rosy ucciso con un colpo di pistola con Claudia presente per vendicare il tradimento dell'uomo che le ha mentito e provocato seppur indirettamente la morte del fratello Nardo. Nel corso della sua carriera mafiosa collabora, si allea e si scontra con diversi clan, i quali la maggior parte delle volte la vogliono morta. Durante la sua vita, Rosy ha intrattenuto diverse relazioni sentimentali molto tormentate, ma le più importanti e significative sono state quasi certamente quelle con il marito Salvo, il poliziotto Ivan Di Meo, il camorrista Vito Portanova, il mafioso Dante Mezzanotte e l'ispettore Domenico Calcaterra. Tra i tanti clan con cui si è alleata, spicca il nome del camorrista Vito Portanova, con il quale ha avuto una relazione amorosa terminata con la morte di Vito che si sacrifica per consentirle la fuga. Dopo la morte di Claudia Mares, a seguito dello scoppio di una bomba indirizzata a lei, Rosy, furiosa e addolorata, decisa a trovare gli assassini dell'amica, collabora con il vicequestore Domenico Calcaterra, nuovo compagno di Claudia e padre del figlio che portava in grembo. La collaborazione e il dolore giocano un brutto scherzo alla mafiosa e al poliziotto che intraprendono una tormentosa e passionale storia d'amore.
Nella quinta stagione, a seguito del rapimento del figlio Leonardino, Rosy si allea nella sua ricerca a Dante Mezzanotte col quale intrattiene un nuovo avvincente legame amoroso, anch'esso tanto travagliato. 
La tragica e brutale morte del bambino da una svolta radicale al personaggio di Rosy Abate che, prima vittima del troppo dolore che la porta sull'orlo della pazzia e del suicidio, decide, in seguito alla vendetta (compiuta in parte da Dante che uccide Achille per lei per poi morire), di farsi suora alla fine della sesta stagione per dimenticare tutto il male da lei commesso in passato durante la sua vita. Nel corso della settima stagione il personaggio di Rosy è quasi assente e vive essenzialmente nei ricordi di Domenico Calcaterra, di lei ancora follemente innamorato, la donna evade dal convento e di lei si perdono le tracce. Soltanto nella ottava stagione si verrà a sapere che la donna ha perso, apparentemente, la vita in seguito all’esplosione di una pompa di benzina. Si scoprià viva e con una nuova identità nello spin-off di Squadra antimafia, Rosy Abate - La serie, dove tornerà a vestire i panni della Regina di Palermo per ritrovare l'adoratissimo figlio Leonardo, realmente mai assassinato e pur di ritrovarlo, riallacciare i rapporti con lui e proteggerlo come non era riuscita a fare tanti anni prima, è disposta a compiere qualunque cosa anche tornare ad indossare i panni della Regina di Palermo.

### Ada Ferretti
Ada Ferretti, interpretata da Marta Zoffoli (stagioni 6-7), comincia a collaborare con la squadra nella sesta stagione in occasione del processo per l'omicidio di Leonardino Di Meo, figlio di Rosy e di Ivan Di Meo, è un giudice rigido, inflessibile, fedele alle regole, che non fa sconti a nessuno, tanto da destare inizialmente diffidenza nella squadra. All'inizio della settima stagione viene sequestrata, insieme a sua figlia Sara e al vicequestore Calcaterra, dal clan dei Maglio per conto di Veronica Colombo, la quale sta cercando la chiave dell'archivio di Crisalide. Torturata proprio dai Maglio, dichiara di non sapere dove sia la chiave. Successivamente, però, una volta libera, si scopre che la sua vita è stata sconvolta da un terribile segreto sepolto nel suo passato. Fiduciosa soltanto col vicequestore Tempofosco, incontrandosi nella chiesa isolata, rivela di aver collaborato con Crisalide agli inizi della carriera giudiziaria, passando documenti importanti. Racconta inoltre di detenere la chiave di Crisalide, rubata a Spagnardi in preda al timore che il suo nome sia all'interno dell'archivio dell'organizzazione. Durante la rivelazione con Tempofosco, la Ferretti è vittima con l'uomo, di un agguato mafioso organizzato da Veronica Colombo. Ma Lara Colombo, intervenuta nel posto, viene ferita da Spagnardi sotto gli occhi della giudice e di Tempofosco nel tentativo di fargli da scudo, e successivamente muore. A questo punto il giudice Ferretti decide di proporre uno scambio a Veronica pur di liberarsi di quel pesante e pericoloso fardello: 1 milione di euro (per rifarsi una vita con la figlia) in cambio della chiave. Ottenuta la chiave, Veronica Colombo non mantiene i patti e sequestra il giudice e, ordinandone l'omicidio. Prima che il peggio abbia inizio, viene liberata da Filippo De Silva, che uccide i Maglio, i suoi uomini e Veronica. Fatta fuggire in Marocco con la figlia Sara, viene riportata in Italia da Domenico Calcaterra che, nonostante inizialmente con l'intenzione di ucciderla, la salva dagli uomini di Saverio Torrisi, interessato a lei in quanto testimone scomoda di loschi affari. All'arrivo nell'aeroporto di Catania, però, sua figlia Sara viene sequestrata da Spagnardi e da Carmela Ragno. Il vero motivo del sequestro della giovane Ferretti in realtà è il padre della ragazza: Filippo De Silva. Salva Sara grazie proprio a De Silva, la Ferretti depone in aula contro Saverio Torrisi. Dopo di che, trasportata in ambulanza per un finto malore, viene fatta fuggire ancora una volta in Canada dallo stesso De Silva.

### Marco Arceri
Marco Arceri, interpretato da Giorgio Caputo (stagione 6), è un ex agente del SISMI e collega di De Silva. Grazie a Vincent Truebla, ex compagno di Rosy Abate, ottiene la nuova identità di Hector Lopez svolgendo così un'attività parallela a quella di Crisalide che lo porta a salvare la vita a Calcaterra e a essere in pericolo di vita. Continua ad aiutare il poliziotto nella sua guerra contro Crisalide alleandosi con i Ragno. Viene ucciso nel suo nascondiglio da De Silva per non avergli voluto rivelare che fine avesse fatto Calcaterra.

### Patrizia Fiorelli
Patrizia Fiorelli, interpretata da Caterina Shulha (stagione 8), è una lap dancer in uno strip club di Roma. Patrizia viene convinta da Ulisse Mazzeo a seguirlo verso la sua terra natia, la Sicilia, inconsapevole della vendetta programmata dal boss e dalle azioni criminali che avrebbe compiuto in seguito. Resasi complice dell'omicidio di Gerlando Marchese, Patrizia incomincia a capire che in realtà Mazzeo, presentatosi a lei come "Giovanni Reitani", è un uomo violento e spietato. Proprio durante l'occultamento del crimine, il vicequestore aggiunto Anna Cantalupo e l'ispettore Carlo Nigro arrivano alla villa di Mazzeo per porle alcune domande. È proprio Carlo Nigro, che avvicinandola a parte in più occasioni, cerca di convincerla a costituirsi e abbandonare la situazione attuale. Nasce così tra Patrizia e Nigro una relazione sentimentale segreta: i due si vedono in una suite di un hotel a Catania. Nigro le consegna un telefono satellitare, per permettergli di chiamarlo in caso di pericolo. Nel frattempo, Mazzeo le dà un compito: deve portare un messaggio a due mafiosi, che però decidono di tenerla rinchiusa come garanzia. Dopo vari tentativi, Patrizia riesce a scappare e incontrare Nigro all'hotel. Vengono scoperti da Mazzeo, che spara a Nigro colpendolo alla spalla destra. Patrizia viene così rinchiusa nella nuova villa di Don Ulisse. Dopo un periodo di cattività, Patrizia decide di fuggire, traendo in inganno la sua guardia alla porta. Riesce a chiamare Nigro, che le dà appuntamento in una piazza di Catania, ma viene uccisa da Mazzeo, che la stava seguendo, per paura che essa possa rivelare alla polizia dettagli sulle operazioni del boss.

### Assunta Bertinelli
Assunta Bertinelli, interpretata da Iaia Forte (stagione 8), vedova del boss Francesco Corvo e madre dell'ispettore capo Rosalia Bertinelli, nata in realtà dalla relazione clandestina con Nardo Abate, fratello di Rosy. Condannata all'ergastolo, dopo 30 anni di carcere decide di pentirsi - venendo messa nel Programma protezione testimoni - dopo la morte di un povero ragazzo 14enne, ucciso dal nuovo clan Ragno, questa volta capeggiato da Rachele.

## Nemici dellaDuomo

### Giacomo Trapani
Giacomo Trapani, interpretato da Claudio Castrogiovanni (stagione 1), è uno dei vecchi esponenti delle famiglie cacciate da Palermo negli anni '80.
Soprannominato il Principe di Palermo per la sua capacità di comandare sulla città e su tutta la Sicilia. Giacomo ha un passato alle spalle molto duro e triste. Quando i vecchi dei clan si nascosero, anche il padre di Giacomo fece lo stesso, così per farlo uscire allo scoperto il piccolo Giacomo e suo fratello maggiore furono rapiti e fu deciso che soltanto uno di loro doveva restare vivo, e così lui ebbe salva la vita grazie al suicidio del fratello maggiore.
Scappato in America ritorna a Palermo dove fa uccidere dal killer Marino Scalia il vicequestore della Duomo Stefano Lauria che stava indagando su di lui e sull'organizzazione che stava mettendo su in grado di contrastare Lo Pane, grazie al commercio dell'eroina e alla macellazione clandestina.
A causa di quel terribile evento che gli cambiò la vita soffre di grandi crisi depressive, e spesso si rifugia nella droga. Allaccia un rapporto sempre più stretto con Rosy Abate innamorandosene e facendo uccidere il marito. Sul finale diventerà l'antagonista della storia, e la Duomo verrà a scoprire che sarà lui a muovere i fili in occulti giochi di potere, che vedranno inaspettatamente come protagonista anche Ivan Di Meo. Arrestato al porto di Palermo, muore in ospedale sei giorni dopo un'esplosione probabilmente ordinata dal colonnello dei Servizi segreti deviati Eugenio Greco, mentre il boss veniva portato in Questura da Claudia Mares.

### Michele Lo Pane
Don Michele Lo Pane, interpretato da Peppe Lanzetta (stagione 1), è stato il boss più accreditato tra i pretendenti al trono di Provenzano, e una volta prese in mano le redini governerà con durezza assoluta. È il mandante dell'omicidio dei genitori di Rosy Abate. Inizialmente accusato di essere il mandante dell'omicidio del marito di quest'ultima, verrà screditato da Trapani e dagli Abate intenzionati a riprendersi Palermo.
Nel tentativo di portare Rosy dalla sua parte, cadrà in trappola e verrà assassinato da un uomo di Trapani su ordine di quest'ultimo.
Curiosità
Nella miniserie L'ultimo padrino, Michele Lo Pane è interpretato da Donato Placido.

### Nardo Abate
Leonardo "Nardo" Abate, interpretato da Sergio Friscia (stagioni 1-2), è il più grande dei fratelli Abate. Dopo la morte dei genitori è lui a occuparsi della famiglia, facendo da padre ai fratelli e gestendo gli affari di famiglia assieme al fratello Vito e all'amico d'infanzia Giacomo Trapani. Viene più volte arrestato dalla Duomo per poi essere rilasciato per insufficienza di prove e si salva miracolosamente da un attentato organizzato dalla famiglia Lo Pane. Nella seconda stagione, nuovamente in carcere, riesce a evadere insieme con i fratelli Carmine e Vito che rimangono uccisi. Nardo si rifugia in campagna in una tenuta di cinghiali dove ritrova Ivan Di Meo, passato secondo lui dalla sua parte. Con il passare del tempo è sempre più nervoso per il potere che sta acquisendo sua sorella Rosy in sua mancanza ma lui non può intervenire. La Duomo scopre il nascondiglio indirettamente grazie al segnale del cellulare di Di Meo e così, dopo un lungo inseguimento nel quale Ivan riesce a scappare, Nardo Abate, ferito da un colpo sparato dai poliziotti, viene arrestato brillantemente. La famiglia corleonese dei Manzella però lo fa uccidere in carcere da Cosimo Salluzzo perché Rosy non vuole restituirgli i loro soldi, circa un milione di euro che avrebbe dovuto dare a Lipari. Nell'ottava stagione si viene a sapere dalla madre dell'ispettore Rosalia Bertinelli che Nardo è il vero padre di Rosalia.

### Vito Abate
Vito Abate, interpretato da Luca Angeletti (stagione 1), è il secondogenito dei fratelli Abate e insieme a Nardo gestisce il traffico di spaccio e gestione del pizzo. Irascibile e intrattabile. Sposato con una donna di nome Angela, e con due figlie: Greta e Bianca. All'arresto di Nardo, sarà lui a incominciare la guerra contro i corleonesi. Viene arrestato dalla Duomo durante un blitz e rinchiuso in carcere insieme al fratello. Muore in un conflitto a fuoco con la polizia all'inizio della seconda stagione durante l'evasione dal carcere dell'Ucciardone.

### Carmine Abate
Carmine Abate, interpretato da Jacopo Cavallaro (stagione 1, guest 2) è il più piccolo dei fratelli Abate ed è completamente estraneo agli affari mafiosi della famiglia. Nella prima puntata della seconda stagione cercherà di liberare i fratelli dal carcere dell'Ucciardone rimanendo però ucciso durante un conflitto a fuoco con la polizia davanti agli occhi disperati di Rosy.

### Filippo De Silva
Filippo De Silva, il cui vero nome è Leone Mazzeo, interpretato da Paolo Pierobon (stagioni 2-8, guest 5). Filippo De Silva è un ex tenente colonnello dei servizi segreti e collabora con vari personaggi, mafiosi e non, nel corso delle varie stagioni. Dopo lo sterminio della sua famiglia, il padre, l'unico superstite, per sfuggire ai clan rivali fugge dall'Italia e abbandona il figlio in orfanotrofio di suore a cui viene dato il nome Filippo. Col passare del tempo, il piccolo Filippo diventa qualcuno entrando nei Servizi segreti come semplice agente. Con il passare degli anni gli viene dato il grado di tenente colonnello. De Silva, molto scaltro, è un esperto di guerriglia e di combattimento corpo a corpo, esperto in esplosivi, capace di usare coltelli e qualsiasi tipo di arma da fuoco. Soprannominato anche lo Stregone per la sua bravura e freddezza, cerca sempre di fare del suo meglio per manipolare le persone e sfruttarle per i propri scopi.
Da una breve relazione con la giudice Ada Ferretti ha una figlia, Sara, che appare nel corso della settima e ottava stagione.
È responsabile di vari omicidi e tentati omicidi e nel corso delle otto stagioni si allea via via con i vari clan e con la stessa Rosy ma, pur essendo un individuo senza scrupoli, riesce ad evitare una strage di mafia, sventando con l'aiuto di Calcaterra un attentato dinamitardo in una piazza di Catania. Nell'ottava stagione si scopre che De Silva in realtà si chiama Leone Mazzeo, figlio di Ulisse Mazzeo e di Maria Scibona. Appare per l'ultima volta nella prima stagione di Rosy Abate - La serie, quando rivela a Rosy che nella tomba del figlio in realtà non c'è il corpo di Leonardino.
Curiosità
Nella 2ª stagione, Filippo De Silva appare come un funzionario dei Servizi Segreti che ha militato nelle Tigri di Arkan avendo origini serbe da parte di madre (nel 6º e 7º episodio).

### Gaetano Lipari
Gaetano Lipari noto come il Santo, interpretato da Alessio Caruso (stagione 2), è apparentemente un narcotrafficante colombiano di piccolo conto arrestato all'inizio della seconda stagione con il nome di Danilo Montero. Lipari in realtà è un boss del narcotraffico di origini siciliane, ha un esercito di paramilitari che controlla un'intera regione della Colombia ed è responsabile dell'uccisione di centinaia di contadini che si rifiutavano di lavorare la cocaina per lui. Il finto emissario viene rilasciato in cambio dell'identificazione del suo presunto capo Gaetano Lipari (Tullio Sorrentino) che dice invece di chiamarsi Antonio Colonna e di non essere Lipari. Il vero Lipari fugge dai domiciliari grazie a De Silva e così poi si scopre, dopo un test del DNA, che Lipari è lui e non l'altro, Antonio Colonna. Viene fatto alloggiare in una villa sul mare ma De Silva, sulla cui auto è stato installato un ricevitore GPS, porta i poliziotti dritti alla villa dove l'agente dei servizi segreti viene arrestato mentre Lipari viene ucciso da Claudia Mares nel conflitto a fuoco.

### Cifalà
Cifalà, interpretato da Gaetano Aronica (stagioni 2-3), è l'avvocato della famiglia Abate per la quale gestisce anche gli affari e funge da mediatore per il suo assistito Montero. Nella terza stagione aiuta Rosy nella sua resa alla polizia, non più in veste ufficiale da avvocato poiché radiato dall'albo. Ricattato dal Catanese e da Vitale, è costretto a svelare dov'è nascosta Rosy e mentre questi stanno per andare via prende la sua pistola e cerca di sparare al Catanese che però prontamente si gira e gli spara. Cifalà, ferito, all'arrivo della Mares e dei suoi uomini riesce ancora a dirle dove si nasconde Rosy prima di morire.

### Ivo Principe
Ivo Principe noto come il Catanese, interpretato da Fabrizio Corona (stagioni 2-3), è un ex pugile di Catania e riscossore del pizzo che, uscito dal carcere nella seconda stagione per buona condotta, torna nel suo vecchio giro venendo assoldato da Rosy Abate come killer. Prima uccide la domestica della Mares nonché sua ex fiamma e poi, nel tentativo di uccidere la Mares, spara ad Alfiere, uccidendolo. Cerca poi una seconda volta di farla fuori in un inseguimento di moto ma è lui a rimanere ferito a una gamba. In seguito rapisce il figlio di un commerciante il cui tir servirà per portare il soldi di Lipari dalla Svizzera a Palermo. Viene così rintracciato dalla Mares che libera il bambino e fa sfogare il duro Sandro su di lui massacrandolo di botte. Nella terza stagione si trova rinchiuso in carcere e viene liberato in ospedale. Tramite l'amico Alessio Vitale conosce Blanca Truebla che lo assolda per uccidere Rosy in cambio di un milione di euro. Al nascondiglio della donna riesce a sottrarle la famigerata "Lista Greco" e a fuggire dalla polizia. Si rifugia da un vecchio amico, Beppe, titolare di un bar. Tratta con Blanca Truebla la "Lista Greco" per due milioni ma viene ucciso da un uomo della Truebla, che scappa con la lista.

### Rosario Manzella
Rosario Manzella, interpretato da Salvatore Lazzaro (stagione 3), è il reggente della famiglia Manzella a Palermo dopo che Claudia Mares nella seconda stagione era riuscita ad arrestare Alfio Manzella (Domenico Centamore) che tornava dalla Svizzera nel corso dell'operazione che voleva portare Rosy in Sicilia i 7 miliardi di Lipari. Rosario Manzella con il ritorno di Rosy dalla Colombia cerca in tutti i modi di bloccarla facendo uccidere i suoi uomini e la figlia di Don Ruggero ma, per decisione della Commissione riunitasi dopo 20 anni, gli vengono tolti dei territori e dati a Rosy Abate. Viene ucciso dal Puparo durante un'imboscata preparata da Rosy Abate.

### Vito Portanova
Vito Portanova, interpretato da Giuseppe Zeno (stagione 3), è il nemico principale dei Casalesi a Napoli da dove viene portato via da Rosy con il pretesto di fargli smaltire i rifiuti tossici in Sicilia. Viene così assoldato con la sua squadra per uccidere chiunque si metta in mezzo al progetto di Rosy come molti imprenditori affiliati a Rosario Manzella con il quale si scontra anche duramente. I rifiuti vengono depositati sotto un terreno dove si sarebbe dovuto costruire un parco acquatico ma Claudia Mares scopre tutto e lui per poco non la uccide seppellendola viva in una buca. È costretto così a spostare i barili in capannoni acquistati da lui che poi vengono bruciati dai Manzella insieme ad alcuni suoi uomini. Ha poi una relazione con Rosy Abate. Viene ucciso dalla polizia durante un conflitto a fuoco sacrificando la propria vita come diversivo per consentire a Rosy di fuggire con il figlio.

### Ruggero Geraci
Don Ruggero Geraci noto come U' Puparo, interpretato da Gigio Morra (stagione 3), è un vecchio mafioso, legato a Tommaso Buscetta col quale diventò socio in affari, amico della famiglia Abate. Aiuta Rosy di ritorno dalla Colombia e l'aiuta nei suoi affari con Vito Portanova e nella guerra contro i Manzella che gli ha ucciso la figlia con il pretesto però di uccidere lui. Uomo saggio e di campagna, viene arrestato insieme a don Sergio in una cascina. Compie poi la sua vendetta personale uccidendo Rosario Manzella. Viene ucciso da De Silva con un colpo di pistola alla testa, durante un incontro proprio con quest'ultimo e Mizio Portanova, il fratello minore di Vito.

### Giorgio Antonucci
Giorgio Antonucci, interpretato da Gianmarco Tognazzi (stagione 3, guest 4), è il nuovo procuratore capo di Palermo nella terza stagione e capo dei Servizi Segreti nella quarta stagione. Presto fa amicizia con la Mares con la quale va a cena la sera in cui viene ritrovato a casa della donna il cadavere del suo informatore. E così cerca di aiutarla ma in tribunale per il processo di Rosy Abate deve intervenire per fermare le intemperanze e le accuse dall'avvocato Monreale (Francesco Foti), difensore di Rosy Abate, per difenderla dall'accusa di aver fornito l'eroina al suo informatore e non riesce ad accusare Rosy Abate di omicidio e associazione mafiosa.
Alla fine della quinta puntata, seguendo Rosy fino a un parcheggio, Claudia Mares scopre che lui è la talpa della Duomo per Rosy Abate. La Mares lo fa poi arrestare grazie al giudice Pulvirenti. Ricompare poi alla fine della quarta stagione: prosciolto da ogni accusa, si presenta alla Duomo raccontando di essere sempre stato un dirigente dei servizi segreti infiltrato in Sicilia. Dopo i primi attriti con il diffidente Calcaterra, i due si accordano per l'operazione di arresto del trafficante Isaac Brodan. Arrivati a casa del boemo lo trovano morto insieme ai suoi uomini uccisi da De Silva e Nerone lasciati scappare da Calcaterra il quale si dà alla fuga ricercato dai servizi segreti. Alla fine della puntata, grazie a Calcaterra, le squadre della Duomo e dei servizi segreti capeggiate dall'agente Manetti in una raffineria riescono ad arrestare il talebano Ismail Massoud, altri afghani, Dante Mezzanotte, Rosy e Ilaria Abate. In seguito le Abate fuggono dalla Duomo e Ilaria muore per mano di Rosy che si dà alla fuga: Antonucci e Manetti arrivano appena in ritardo.

### Goffredo Pulvirenti
Goffredo Pulvirenti, interpretato da Massimo Corvo (stagioni 3-6), è il giudice che collabora con la Duomo a partire dalla terza stagione. Nella sesta stagione si scopre essere corrotto ed essere un superiore di De Silva nei Servizi segreti deviati; uccide Palladino a causa delle indagini dell'ex ispettore su Crisalide. Dopo essere stato scoperto dalla Duomo si prepara a fuggire per la Liberia ma viene ucciso da De Silva, al quale aveva chiesto di intercedere con Crisalide per ottenere una nuova vita.

### Dante Mezzanotte
Dante Mezzanotte, interpretato da Andrea Sartoretti (stagioni 4-5), è un laureato, ha un master in economia ed è un boss mafioso nella quarta stagione insieme al fratello Armando. Mentre il fratello è considerato uno spietato, lui è quello intelligente, furbo e pacato. 
In cerca di un'affermazione mafiosa, sposa Ilaria Abate, la spietata cugina di Rosy, nonostante sia stato ammaliato da Rosy sin dal primo sguardo, e con lei e il fratello avvia una serie di affari, arrivando a collaborare anche con Filippo De Silva. 
Alla fine della quarta stagione, muoiono sia Armando sia Ilaria, uccisi rispettivamente da De Silva e da Rosy, e Dante, gravemente ferito, viene preso dagli sbirri.
Nella quinta stagione, dopo essere riuscito a fuggire grazie all'aiuto del fedelissimo Pino, rapisce Rosy e le chiede i soldi, che lei gli ha rubato alla fine della quarta stagione, in cambio della vita. Rosy, però, ribalta la situazione e gli chiede aiuto: se lui l'aiuterà a trovare suo figlio Leonardino che è stato rapito proprio in vista di quei soldi, lei glieli darà. 
Dante accetta, ma nella ricerca del piccolo Leonardino, una storia d'amore sboccia tra lui e la Regina di Palermo e l'affare di soldi diventa una questione di cuore.
Giunti sul posto dove dovrebbe essere detenuto Leonardino, in uno scontro a fuoco muore Pino e Dante, ferito, è costretto a fuggire. 
Rosy vedendo il giocattolo del figlio pieno di sangue, invece, impazzisce all'idea che sia morto e, bloccata dalla Duomo, viene ricoverata in un ospedale psichiatrico.
Dante, guarito, va di nascosto a liberare Rosy dall'ospedale giudiziario, ma la mafiosa, ancora sotto shock, non vuole essere portata via e gli chiede soltanto di vendicare suo figlio con l'aiuto di Don Oreste Ferro, un vecchio amico di suo padre. 
Dante libera Don Oreste dalla prigionia in cui lo detiene il figlio Achille e insieme a lui cerca vendetta per Rosy e Leonardino.
L'assassino del piccolo Abate è Achille, il figlio di Don Oreste, che non viene risparmiato dalla furia di Dante, e il cui cadavere viene lasciato sotto la finestra della camera di Rosy in ospedale.
Mentre Don Oreste cerca di riacquisire una posizione nella commissione mafiosa con Dante al suo fianco, uno scontro a fuoco uccide tutti i membri della riunione e ferisce gravemente Dante che, con le ultime forze, armato di due pistole, va a prelevare Rosy dalla casa di cura e la porta via con un'ambulanza rubata.
Fermo in un parcheggio con la donna che ama, Dante è per l'ultima volta premuroso con lei e le dichiara tutto il suo amore rivelando anche che avrebbe voluto fuggire con lei e avere un figlio soltanto da lei. Poi muore.
Rosy resta ad accarezzargli il viso piangendo per qualche minuto. Poi fa esplodere l'ambulanza col corpo di Dante e va via.

### Armando Mezzanotte
Armando Mezzanotte, interpretato da Massimo De Santis (stagione 4), originario di Trapani, insieme al fratello Dante, è ufficialmente gestore a Mondello di uno dei night club più alla moda della città. È l'esatto contrario di suo fratello Dante: mentre Dante è tranquillo e ragionevole, Armando è violento e impulsivo e per raggiungere i suoi scopi, non vede altra strada che non sia la violenza. Per questo, nonostante il legame strettissimo (è per esempio l'unico consapevole che Dante sia innamorato di Rosy Abate da sempre) e una buona dose di sudditanza psicologica, è spesso in conflitto con il fratello sul modo di portare avanti gli affari: forma infatti un gruppo mafioso insieme a Dante, Ilaria Abate e De Silva. Viene ucciso proprio dallo stesso De Silva mentre a sua volta cerca di uccidere, di nascosto da Dante, Rosy. La colpa della sua morte ricade su Calcaterra, intervenuto durante il suo omicidio e convinto dall'ex agente dei servizi segreti in vista di una collaborazione.

### Ilaria La Viola
Ilaria La Viola, il cui vero nome è Ilaria Abate, interpretata da Serena Iansiti (stagione 4), è la compagna di cella di Rosy Abate, nonché sua inconsapevole cugina e, insieme al fratello Umberto Nobile (vero nome Carmine Abate), vuole rubarle il cd contenente la lista di nomi di politici implicati nella mafia, fonte di soldi e potere. Ragazza molto ambiziosa, vendicativa, spregiudicata e arrogante, arriva ad uccidere chi la intralcia senza pensarci due volte e non esita a provocare chi ha di fronte e tanto odia Rosy quanto in fondo la teme e ne sia invidiosa.
Dopo aver drogato la Regina di Palermo e aver acquisito tutte le informazioni sul luogo in cui il cd è stato nascosto, ruba il cd e lascia al suo posto un pacco esplosivo. 
In compagnia del suo avvocato, assiste all'arrivo di Rosy e Claudia Mares al nascondiglio e, in seguito all'esplosione del pacco bomba, fugge convinta che sia morta l'Abate. Giunta a casa, uccide l'ormai "scomodo" avvocato. 
Richiamata sull'attentato dal fratello perché nell'esplosione è morta (soltanto) Claudia, si allea ai fratelli Mezzanotte rinnegando Umberto che, successivamente, a tradimento uccide senza scrupoli. 
Sposatasi con Dante Mezzanotte, avvia una serie di affari mafiosi collaborando anche con Filippo De Silva. In uno scontro a fuoco a fine stagione, Dante resta ferito gravemente e viene preso dagli agenti della Duomo mentre lei viene prima arrestata, poi scappa dal commissariato insieme a Rosy e cerca di fuggire con un aereo privato ma, raggiunta da una determinata e furente Rosy, viene uccisa con due colpi di pistola da quest'ultima per vendicare l'omicidio di Claudia e il rapimento di Calcaterra.

### Umberto Nobile
Carmine Abate, che, dopo l'adozione, diviene Umberto Nobile, interpretato da Tommaso Ramenghi (stagione 4), è un imprenditore dell'eolico idealista e determinato a mantenersi pulito nella speranza che la Sicilia possa avere un futuro migliore. Si scopre poi che è il fratello di Ilaria e il cugino di Rosy Abate, alla quale ha fatto rubare dalla sorella il cd di nomi di politici implicati nella mafia, ricca fonte di denaro. Viene poi smascherato dai poliziotti della Duomo e, avvertito dall'ispettore Francesca Leoni, con la quale ha una storia, decide di costituirsi, ma viene sequestrato dai Mezzanotte, avvertiti da De Silva, prima di arrivare in Duomo. Dopo aver dato i dati di accesso ai suoi conti bancari, sui quali sono depositati i 600 milioni sottratti al Comitato mafioso dalla sorella (che ha vendicato, uccidendo i membri del comitato, il padre), si decide che sarà rilasciato, ma lui, in un momento in cui crede di essere solo, chiama la Leoni per chiederle perdono e la Duomo riesce, grazie a quella telefonata e alle informazioni da lui fornite, a scoprire il nascondiglio in cui è detenuto. Così sua sorella Ilaria, incitata dai Mezzanotte, convinta ulteriormente dopo aver origliato la chiamata con la Leoni, è costretta a ucciderlo per darsi poi alla fuga insieme ai Mezzanotte e De Silva.

### Tito Nerone
Tito Nerone, interpretato da Luca Lionello (stagione 4), è un killer mercenario assoldato dapprima dai Mezzanotte e poi da Ilaria Abate. Essendo stato mercenario in Afghanistan, ha un perfetto addestramento militare.
Al di fuori della sua vita da killer, vive con la compagna Cecilia in un appartamento e lavora in un circo presso il quale fa il clown per i bambini.
Utilizzato come esecutore per vari omicidi, ha sulla coscienza in primis la morte di Luca Serino della Duomo, morto per salvare Pietrangeli.
Dopo aver rinchiuso De Silva e Calcaterra in un acquedotto e dopo aver introdotto del gas nervino per ucciderli per conto di Ilaria Abate, decide di fuggire insieme alla compagna, ma il suo intento è bloccato dall'intervento della Duomo. Nonostante si finga membro della polizia con un passamontagna, confondendosi tra le forze speciali, Pietrangeli lo riconosce. Dopo un inseguimento sui tetti della sua casa, minaccia di far esplodere una bomba a mano. Pietrangeli si scaglia su di lui per impedirglielo e i due cadono dal palazzo su una macchina: Pietrangeli sopravvive, riuscendo a consegnare la bomba a un collega, ma Nerone muore con negli occhi i sorrisi e le musiche del circo.

### Ismail
Ismail, interpretato da Hossein Taheri (stagione 4), è un narcotrafficante afghano in procinto di concludere un affare milionario con il clan dei Mezzanotte. Anni prima in Afghanistan aveva sequestrato e tenuto prigioniero Filippo De Silva all'epoca un agente segreto il quale era però riuscito a fuggire non prima di aver ferito lo stesso Ismail; il giorno dell'affare viene fissato un incontro con Dante, Ilaria e Nerone in una camera d'albergo, anche De Silva è presente e appena viene riconosciuto da Ismail quest'ultimo chiede il permesso a Dante di ucciderlo, il permesso viene accordato e De Silva viene sparato al fianco con una pistola silenziata dal trafficante afghano, dopo di che Nerone si occupa di portarlo nei sotterranei di un acquedotto (ove poi verrà rinchiuso anche Calcaterra). Il trafficante verrà poi arrestato dalla Duomo alla raffineria di droga poco dopo aver concluso l'affare con Dante e Ilaria.

### Pino U' Cannuni
Giuseppe Foglia noto come Pino U' Cannuni, interpretato da Riccardo De Filippis (stagioni 4-5), è il luogotenente dei fratelli Dante e Armando Mezzanotte e a lui vengono affidate numerose azioni criminali, in particolar modo i due tentati omicidi a Rosy Abate. Nella quarta stagione viene ferito da Calcaterra in uno scontro a fuoco al matrimonio di Dante Mezzanotte e Ilaria Abate per coprirne la fuga. Nella quinta stagione aiuta Dante Mezzanotte a evadere dal carcere dopo essere scappato a sua volta dall'ospedale. Viene ucciso da Michele Catena in uno scontro a fuoco sulla spiaggia della Playa nel tentativo di recuperare il figlio di Rosy Abate.

### Oreste Ferro
Don Oreste Ferro, interpretato da Luigi Diberti (stagione 5), è un vecchio boss di Catania messo sotto torchio dalla Duomo e continuamente controllato dalla polizia appostata vicino alla sua casa. Si muove e agisce secondo un rigido codice d'onore. Dopo essere stato rapito dal figlio Achille, che lo ha legato (sorvegliato) in una casa abbandonata come un cane, nel tentativo di prendere il suo posto nella commissione mafiosa, si allea con Dante Mezzanotte, giunto per liberarlo per vendicare insieme la morte del piccolo Leonardino Abate e contrastare l'ascesa del giovane Ferro. 
Dopo aver assistito alla tortura di Achille da parte di Dante e aver ascoltato con le sue orecchie che il figlio è esecutore dell'omicidio di Leonardino, assiste anche alla sua morte per mano di Dante. Successivamente, in riunione con la commissione mafiosa per ristabilire i vecchi ordini, muore per un agguato improvviso da parte degli uomini del russo Afrikanietz, riuscendo a coprire la fuga a Mezzanotte, ormai divenuto suo braccio destro.

### Achille Ferro
Achille Ferro, interpretato da Francesco Montanari (stagione 5), è l'unico figlio di Oreste Ferro ed è spietato e ossessionato dal potere. Ritiene superati e ridicoli i codici d'onore del padre e scalpita per prenderne il posto in commissione al punto da rapirlo pur di avere la strada spianata. A differenza del genitore, pensa che Rosy Abate sia pericolosa e, associatosi a Veronica Colombo, mandante del rapimento di Leonardino Abate in vista di una cospicua somma di denaro, uccide il bambino e incomincia una guerra contro il genitore, alleatosi con Dante Mezzanotte per vendicare il bambino e Rosy e impedire l'ascesa al potere di Achille. Dopo essere stato catturato dagli uomini di Oreste, viene ucciso da Dante Mezzanotte a colpi di pistola dopo essere stato legato e picchiato. Nello spin-off si scopre che non ha ucciso Leonardo Abate ma un altro bambino.

### Michele Catena
Michele Catena, interpretato da Edoardo Pesce (stagione 5), è il braccio destro e il migliore amico e quasi fratello di Achille Ferro. È soprannominato il Pianista per la sua capacità musicale con il pianoforte. Achille lo incarica di molti omicidi e di cercare Rosy Abate e l'ultimo è seguire un ragioniere dentro un pastificio abbandonato per far passare un picciotto di Oreste dalla parte di Achille e per rivelare dove sono Dante Mezzanotte e Don Oreste e li viene catturato in una trappola studiata bene. Torturato a lungo, viene ucciso da Dante Mezzanotte e Oreste Ferro dopo aver rivelato dove era diretto l'amico fraterno.

### Ruggero Spina
Ruggero Spina, interpretato da Alessandro Rugnone (stagione 5), ex carcerato arrestato per rapina e appartenente alla Stidda, è l'amante del sindaco di Baia D'Angelo Veronica Colombo ed è lui che organizza il rapimento del figlio di Rosy Abate. Tradito dalla sua donna, viene ucciso da Achille Ferro dopo aver preso i soldi del riscatto.

### Veronica Colombo
Veronica Colombo, interpretata da Valentina Carnelutti (stagioni 5-7), è la sorella maggiore del vicequestore della squadra antimafia di Catania Lara Colombo e il sindaco di Baia D'angelo. Apparentemente irreprensibile, è in realtà in affari con Ruggero Spina, con il quale ha una storia d'amore. Mandante del rapimento del piccolo Leonardino Abate da parte del suo compagno, viene presa di mira da Achille Ferro col quale entra in affari, inizialmente più per costrizione che per volontà.
Dopo aver tradito Spina, assiste al suo omicidio e a quello di Leonardino ed è costretta a disfarsi del cadavere del bambino. Continua i suoi loschi affari col giovane Ferro e il boss russo Afrikanietz indisturbata. 
Presa di mira da Rosy in cerca di vendetta, in seguito alla morte di Achille, viene arrestata sull'Etna dalla sorella minore e da Calcaterra intervenuti sul posto. 
In seguito scarcerata per mancanza di prove grazie all'alleanza che ha stretto con Filippo De Silva, entra in affari con l'organizzazione dei servizi deviati, Crisalide, insieme alla famiglia Ragno che coinvolge personalmente. 
Durante un'aggressione, uccide Nicola Ragno che ha scoperto che lei ha rivelato a sua sorella Lara della bomba all'università e, successivamente, diventa l'amante di Ettore Ragno, inconsapevole della sua responsabilità nell'omicidio del fratello. 
Apparentemente muore per via di un'esplosione in un club dove sono riuniti dei mafiosi, ma si scoprirà solo successivamente che ha inscenato la sua stessa morte per prendere il posto di Guido Mantia, il capo di Crisalide, insieme al suo nuovo amante, Giovanni Spagnardi. 
Viene arrestata di nuovo sulla sua barca, ma, all'inizio della settima stagione, evade con la complicità della famiglia dei Maglio e in collaborazione con il "Broker", con l'obiettivo di ritrovare la chiave di Crisalide, rubata a Spagnardi da una persona X mentre era accasciato a terra in seguito al grave ferimento subito da Rosy Abate in un tentato omicidio.
Liberato Spagnardi, risvegliatosi dal coma, continua la disperata ricerca e, scoperto che la chiave è nelle mani del giudice Ada Ferretti, organizza un suo (secondo) rapimento, nel tentativo del quale, in uno scontro con la polizia, muore sua sorella Lara per mano del suo amante.
Appresa la notizia, organizza un incontro con la stessa Ferretti per ottenere ciò che vuole e viene uccisa insieme ai Maglio da De Silva, il quale libera Ada, madre di sua figlia Sara.
Ricompare come cameo, sotto forma di visione, nell'ultima puntata della prima stagione dello spin-off Rosy Abate - La serie, dove viene svelato come si salvò Leo alla Playa. Ha una conversazione di qualche secondo con Rosy sull'altalena dove Achille Ferro sparò al bambino.

### Luigi Scuderi
Don Luigi Scuderi, interpretato da Lollo Franco (stagione 5), boss catanese che si allea con Oreste Ferro per vendicarsi di Achille Ferro che aveva fatto uccidere suo nipote Mimmo. Viene ucciso a colpi di pistola dagli uomini del russo Afrikanietz durante un summit nell'ultimo episodio.

### Don Barraca
Don Barraca, interpretato da Tony Sperandeo (stagione 5), boss di Catania alleato di Oreste Ferro e Luigi Scuderi. Anche lui muore durante la sparatoria contro gli uomini di Afrikanietz nell'ultimo episodio.

### Rachele Ragno
Rachele Ragno, interpretata da Francesca Valtorta (stagioni 6-8), è la sorella minore di Nicola ed Ettore: molto arrogante, violenta e vendicativa, anche lei collabora con i fratelli e i cugini. Gestisce come copertura un negozio di abiti da sposa. Ha una relazione clandestina con il cugino Angelino. Quest'ultimo verrà ucciso durante una retata dall'ispettore Vito Sciuto. In seguito Rachele intraprenderà una relazione altamente sessuale con Domenico Calcaterra, infiltratosi nel clan dei Ragno fingendo di aiutarli a espandersi ma col vero scopo di arrivare a Crisalide attraverso loro.
Latitante, nella settima stagione si affilia al clan dei Corvo intrattenendo una relazione con Gaspare Corvo per poi abbandonarlo moribondo nel corso di una sparatoria con la Duomo venendo salvata da De Silva. Questo però fa ancora il doppio gioco, uccide suo cugino Saro e poi sgozza quasi mortalmente la stessa Rachele prima di fuggire. Nell’ottava stagione, mentre si trova in ospedale viene aggredita da un uomo che tenta di ucciderla ma Rachele ha la meglio, riuscendo a scappare dall’ospedale. In seguito si allea con i Corda perché ha perso tutto ma alla fine della stagione viene uccisa da Settembrini mentre tenta di scappare dal covo.

### Ettore Ragno
Ettore Ragno, interpretato da Fabrizio Nevola (stagione 6), è un membro della nuova cosca mafiosa "la famiglia Ragno", fratello di Nicola e Rachele. Nel suo tentativo di ascesa mafiosa, si allea con Veronica Colombo che gli prospetta affari con Crisalide. Inconsapevole della morte del fratello Nicola per mano di Veronica, avvia una relazione con la donna, nonostante lo scetticismo di sua sorella Rachele.
Dopo aver saputo del doppiogioco dell'amata, decide di vendicarsi e forma un'organizzazione con Rachele e il loro cugino Saro. 
In affari anche con Calcaterra, infiltrato tra le file dei mafiosi in cerca di Veronica, viene a sapere da De Silva che Domenico, che ha ormai una storia passionale con sua sorella Rachele, è un infiltrato. 
Aiutato da De Silva, spara al vicequestore ferendolo gravemente e facendolo cadere in mare. Successivamente, durante un summit con i Pesce e i messicani, organizzato dallo stesso "stregone" che gli ha promesso un futuro glorioso, rimane ucciso dalla Duomo durante un'irruzione, nel tentativo di far da scudo a sua sorella Rachele.

### Nicola Ragno
Nicola Ragno, interpretato da Pierluigi Corallo (stagione 6), altro membro della famiglia Ragno, fratello maggiore di Ettore e Rachele che collaborerà insieme con i fratelli e i cugini. Gestisce come copertura un banco di frutta. Ha una concezione imprenditoriale e protettiva di controllo del quartiere. Una concezione al tempo stesso antica e moderna. Antica come i vecchi uomini d'onore di una volta. Con un suo codice morale, Nicola a suo modo crede di stare dalla parte del bene. Verrà ucciso da Veronica Colombo dopo aver scoperto che ha avvertito la sorella Lara riguardo alla bomba che sarebbe dovuta esplodere all'Università di Catania.

### Saro Ragno
Rosario "Saro" Ragno, interpretato da Ernesto D'Argenio (stagioni 6-7), è uno dei cugini della famiglia Ragno, figlio di Carmela e fratello maggiore di Angelino insieme al quale collabora con i cugini Nicola, Ettore e Rachele. Contro i Ragno si scontrerà Don Basile e incomincerà una guerra contro Crisalide. Perde il fratello Angelino ucciso dall'ispettore Vito Sciuto durante un conflitto a fuoco con la polizia. Partecipa al summit nel quale perde la vita Ettore e infine viene arrestato dalla Duomo sotto gli occhi della madre.
Nella settima stagione è in carcere e, dopo aver saputo del tentativo dei Maglio di uccidere sua madre, si sente in pericolo e decide di collaborare con la giustizia in gran segreto ma una volta giunto in prefettura per la deposizione prende in ostaggio sua madre e fugge aiutato dalla cugina Rachele affiliandosi a Don Alfio Corvo e al ritrovato De Silva. Dopo aver scoperto che quest'ultimo trama alle loro spalle decide di ucciderlo ma viene anticipato dall'ex agente segreto che gli spara per primo uccidendolo.

### Angelino Ragno
Angelo "Angelino" Ragno, interpretato da Carlo Calderone (stagione 6), è il fratello minore di Saro, figlio di Carmela. Sua madre non vuole che prende la stessa strada del fratello e dei cugini ma lui pur di farsi accettare dalla famiglia collaborerà con loro ma capisce troppo tardi che aveva ragione la madre. Ha una relazione clandestina con la cugina Rachele. Viene ucciso da Vito Sciuto per evitare che sparasse alla collega Francesca Leoni durante una sparatoria.

### Carmela Ragno
Carmela Ragno, interpretata da Teresa Saponangelo (stagioni 6-7), è la madre di Saro e Angelino e la zia di Ettore, Nicola e Rachele Ragno. Preoccupata per le pessime compagnie dei figli e vedova di mafia, chiede aiuto a un vecchio amico, l'ispettore Vito Sciuto, per gestirli. Tuttavia, contro il volere dei ragazzi, s'innamora del poliziotto e incomincia una relazione con lui. Suo figlio Angelino muore in uno scontro con la polizia, ucciso proprio da Vito in difesa di una collega, mentre Saro finisce in carcere alla fine della sesta stagione. Nella settima stagione, Carmela aiuta il figlio a evadere dal carcere inscenando il proprio rapimento per mano di Saro. Scoperta nella malefatta da Vito, rinnega il suo amore e si unisce a Saro e ai Corvo nella vita da latitanti mafiosi. Dopo la scomparsa e il conseguente ritrovamento del cadavere di suo figlio Saro, ucciso da Filippo De Silva, accetta l'alleanza con Giovanni Spagnardi che le prospetta la vendetta e che, a sua volta, vuole vendicare Veronica Colombo. Fallita la vendetta e morto Spagnardi, viene arrestata dalla Duomo.

### Carmine Spinone
Don Carmine Spinone, interpretato da Adriano Chiaramida (stagione 6), è un ex boss mafioso ormai in carcere, luogo in cui ha ricreato il proprio clan che detta le leggi all'interno dell'istituto. Si affezionerà a Sandro Pietrangeli che, sotto falso nome, si finge galeotto ma che è in effetti infiltrato per conto della Duomo per carpire le mosse che lo stesso Don Carmine suggerisce ai Ragno fuori dal carcere. Riuscito a evadere, viene tradito da Rosy Abate che, collaborando con la Duomo, lo fa arrestare nuovamente in cambio della propria immunità di collaboratore. Muore suicida nel carcere.

### Salvo Basile
Don Salvatore "Salvo" Basile, interpretato da Luigi Maria Burruano (stagione 6), è il successore di Oreste Ferro al vertice della Commissione Regionale e complice di De Silva e di Crisalide. Si uccide insieme alla sorella all'arrivo dei Ragno nel suo covo di Giarre.

### Guido Mantia
Guido Mantia, interpretato da Paolo Graziosi (stagione 6), è il capo assoluto della cellula segreta denominata Crisalide di cui fa parte anche l'ex agente dei servizi segreti Filippo De Silva. Viene descritto come abile stratega con molte connessioni con i palazzi di potere. Il capo dell'ASI racconta alla Duomo che Mantia, discendente del duca di Catania, è stato collaboratore del disciolto SISDE e reclutatore di De Silva; sarebbe morto durante un'operazione in Medio Oriente ma proprio lì avrebbe gettato le basi di Crisalide. Viene ucciso da Veronica Colombo per poter prendere il comando di Crisalide assieme a Spagnardi.

### Giovanni Spagnardi
Giovanni Spagnardi, interpretato da Sergio Romano (stagioni 6-7), è un ex agente operativo del SISDE presunto morto in Africa e ora al servizio di Mantia e di Crisalide. È l'esecutore materiale dell'esplosione della bomba alla riunione della Commissione dove perdono la vita i Barra e gli Orlando mentre all'oscuro di tutti salva Veronica Colombo con la quale architetta la scalata a Crisalide e intrattiene una relazione. Fa piazzare una serie di bombe a Catania che vengono disinnescate dalla Duomo e da De Silva mentre lui stesso insieme a una complice decide di uccidere Rosy Abate in un convento ma non riesce nel suo intento perché la suora accoltella i due criminali per difesa dopo essere stata quasi strangolata da Spagnardi che finisce in coma.
Nella settima stagione esce dal coma ed evade dall'ospedale grazie all'aiuto della compagna Veronica Colombo e della famiglia Maglio con l'obiettivo di ritrovare la chiave dell'archivio di Crisalide. È l'assassino del vicequestore Lara Colombo, a cui spara, nel tentativo di uccidere la PM Ferretti che è in possesso della chiave. In seguito quest'ultima, chiamerà Veronica e Spagnardi, proponendogli un affare: la chiave dell'archivio di Crisalide in cambio di un milione di euro. Dopo aver ottenuto la chiave, Spagnardi si reca al cimitero di Taormina, dove si trova l'archivio, ma dovrà fare i conti con la Duomo, soprattutto con Pietrangeli che intento a vendicare Lara, gli spara prendendolo di striscio; Spagnardi senza vie di fuga si getta in una cascata facendo un volo di 50 metri. Sopravvive e, riorganizzatosi con i suoi uomini, decide di vendicarsi di De Silva, assassino di Veronica, e quindi si allea con Carmela Ragno dato che anche suo figlio Saro è stato ucciso dall'ex agente segreto. In aeroporto i due sequestrano Sara, figlia di Ada Ferretti e di De Silva che quindi è costretto a uscire allo scoperto, viene sequestrato da Carmela Ragno e portato insieme a Calcaterra da Spagnardi alla fornace. Qui riesce a liberarsi dalle manette, a mettere in salvo la figlia e a gettare Spagnardi nelle fiamme. Questo però si salva ancora una volta, raggiunge e attacca l'ambulanza che sta trasportando De Silva e Calcaterra in ospedale ma rimane ucciso nel parapiglia con i due all'interno della vettura.

### Calogero Maglio
Don Calogero Maglio, interpretato da Maurizio Marchetti (stagione 7), originario di Trapani, è il boss alleato di Giovanni Spagnardi e Veronica Colombo per il ritrovamento della chiave di Crisalide. Insieme ai suoi uomini, al nipote e a Veronica Colombo viene ucciso da De Silva che libera Ada Ferretti, giudice rapita dai Maglio proprio perché in possesso della chiave.

### Graziano Maglio
Graziano Maglio, interpretato da Gabriele Greco (stagione 7), è il nipote di Calogero Maglio ed è il braccio operativo del clan. Insieme ai suoi uomini, allo zio e a Veronica Colombo viene ucciso da De Silva che libera Ada Ferretti, giudice rapita dai Maglio perché in possesso della chiave di Crisalide.

### Alfio Corvo
Don Alfio Corvo, interpretato da Pino Caruso (stagione 7), è il boss che accoglie Rachele Ragno (fratello minore del boss corleonese deceduto Francesco Corvo, marito di Assunta Bertinelli) e che è in lotta con i Maglio. Dopo la morte dei Maglio e del figlio Gaspare, insieme a Rachele si allea con De Silva ed entra in affari con il finanziere Saverio Torrisi. Viene arrestato dalla Duomo che ha scoperto il loro rifugio in una fabbrica legata a Torrisi.

### Gaspare Corvo
Gaspare Corvo, interpretato da David Coco (stagione 7), è il figlio di Don Alfio e nuovo compagno di Rachele Ragno. Muore nel corso di una sparatoria con la Duomo mentre Rachele lo abbandona al suo destino e riesce a fuggire con De Silva.

### Goffredo Collina
Goffredo Collina, interpretato da Massimo Wertmüller (stagione 7), è il suocero di Anna Cantalupo oltre che un suo ex professore universitario. Una volta scoperto che è lui il famigerato Broker, nonché coinvolto nell'omicidio del proprio figlio, la Cantalupo ne blocca la fuga e lo uccide vedendolo estrarre la pistola.

### Saverio Torrisi
Saverio Torrisi, interpretato da Fabio Troiano (stagioni 7-8), è il socio di Collina che cura gli affari con l'estero. È membro del CdA della Little Bank e capo del consorzio per la realizzazione del gasdotto tra Italia e Kazakistan. Dopo la morte dei Maglio e di Collina entra in affari con De Silva, Rachele Ragno e Don Alfio Corvo per portare a termine il "Progetto Poseidone". Viene perseguitato dalla Cantalupo a cui anni prima aveva fatto ammazzare il marito. Dopo essere stato rimesso in libertà in seguito a un fermo viene di nuovo arrestato e processato in base alla deposizione della giudice Ada Ferretti che aveva aggiustato processi per lui in passato. Torrisi decide così di collaborare con il PM Fabbri partendo dal comitato agricolo. Nell'ottava stagione viene fatto evadere da Antimo Corda per proporgli un'asta per l'uranio, ma salta tutto a causa dell'esplosivo messo da De Silva. Torrisi viene fatto diventare un criminale dalla Ragno, e i due diventano amanti. I due rapiscono la moglie e la figlia del poliziotto sotto copertura ucciso proprio da Torrisi per ricattare l'ispettore Settembrini per fare uno scambio: i 300 kg di cocaina sequestrata dalla Duomo al clan dei Corda in cambio della donna e la bambina. E, dopo questo Torrisi viene ucciso dalla stessa Rachele perché lei voleva uccidere De Silva per vendicare la sua famiglia.

### Ulisse Mazzeo
Ulisse Mazzeo, conosciuto inizialmente con lo pseudonimo di Giovanni Reitani, interpretato da Ennio Fantastichini (stagione 8), è un boss mafioso tornato dall'Africa in Italia dopo 40 anni, di cui 30 passati in galera negli Stati Uniti. Si mette subito all'opera, ordinando la morte del vice questore Tempofosco e di quattro anziani, che in passato erano dei soldati affiliati al clan dei Corda. Gli omicidi da lui ordinati, hanno attirato troppa polizia, bloccando di fatto, gli affari delle altre famiglie. A questo punto, propone ai Marchese l'affare dell'uranio: 100 barre di uranio, le quali saranno vendute tramite un'asta. Si scoprirà essere il padre di Filippo De Silva; rimane un mistero se nell'ultima puntata di Squadra antimafia - Il ritorno del Boss sia stato ucciso dal figlio.

### Adamo Corda
Don Adamo Corda, interpretato da Giacinto Ferro (stagione 8), è un anziano boss non vedente, padre di Antimo Corda. Viene ucciso da Ulisse Mazzeo per vendicare la sua famiglia che è stata sterminata, molti anni prima, da diversi clan, fra cui il clan Corda.

### Antimo Corda
Antimo Corda, interpretato da Paolo Mazzarelli (stagione 8) è il figlio di Adamo Corda, colui che ha trovato e poi accolto Rachele nella sua famiglia. Antimo fa evadere Torrisi e gli propone un'asta per l'uranio ma alla fine si scopre che era una trappola pianificata da Ulisse Mazzeo. Per far scappare la donna che ama e Torrisi decide di sacrificare la propria vita in un conflitto a fuoco con la Duomo.

### Milla Milika
Milla Milika, interpretato da Majlinda Agaj (stagione 8), è una mercenaria e in passato ha partecipato a varie missioni in Kosovo. Per conto di qualcuno rapisce Filippo De Silva che stava indagando sui Marchese e sull'affare dell'uranio. Anche Milla sembra essere molto interessata all'uranio e installa nel corpo di De Silva un dispositivo carico di cianuro. Questo cianuro potrebbe uccidere De Silva, ma Milla ha un codice con cui può bloccare il cianuro. Questo codice deve essere inserito ogni 24 ore e se non viene inserito il cianuro provocherebbe la morte di De Silva. Con questo Milla minaccia di morte De Silva in cambio d'aiuto nei suoi confronti e in quelli del suo capo, che ancora rimane sconosciuto. In seguito i due decidono di assalire la Duomo per cercare di rapire Tindaro Marchese che potrebbe fornire preziose informazioni sull'uranio. La missione riesce perfettamente e i due poi torturano Tindaro per sapere il luogo in cui il carico di uranio sarebbe arrivato a Catania. All'improvviso però arrivano i Corda ma i due riescono a fuggire. Nel conflitto però Tindaro rimane ucciso. In seguito Milla da 16 ore a De Silva per farsi dire quando il carico arriverà al porto. De Silva lo scopre e Milla lo raggiunge al porto. Oltre a loro al porto ci sono i "Servizi Segreti", Torrisi e Rachele che stanno facendo l'asta per l'uranio e i Corda che stanno aspettando il carico. Quando il carico arriva, De Silva e Milla incominciano ad attaccare i Corda e ne nasce una sparatoria. Durante il conflitto, però, Antimo Corda spara a Milla che rimane ferita. All'arrivo della polizia i due riescono a nascondersi e riescono ad arrivare al carico. Ma nel bancale non c'è tracce di uranio. Una volta via dal porto, però, la ferita di Milla si aggrava e la donna è in fin di vita. De Silva le chiede disperatamente di dirgli il codice per bloccare il cianuro ma Milla gli dice di non sapere il codice, perché era il suo capo a metterlo. Poi dice che tutti e due sono stati ingannati e lei muore.

### Tindaro Marchese
Tindaro Marchese, interpretato da Giuseppe Lanino (stagione 8), è un boss che collabora inizialmente con Saverio Torrisi per la vendita dell’uranio ma viene arrestato anzitempo dalla Duomo. Viene fatto evadere dalla Duomo da Filippo De Silva e portato da quest’ultimo in un posto abbandonato per chiedergli informazioni, ma prima che potesse parlare viene ucciso da Rachele Ragno nel tentativo di uccidere De Silva.

## Altri personaggi
- Moglie di Santo Abate, interpretata da Paola Michelini (stagione 1 ep. 1), è madre di Nardo, Vito, Rosy e Carmine Abate. In passato ha avuto una vita da tossica, ma scoprendo di essere incinta smette di drogarsi. Muore insieme al marito in un'esplosione sulla sua auto ordinata dal boss Michele Lo Pane.
- Marino Scalia detto Sciancato, interpretato da Alfredo Li Bassi (stagione 1 ep. 1), uomo di Michele Lo Pane e assassino di Stefano Lauria per ordine di Giacomo Trapani.
- Uomo degli Abate ucciso durante l'operazione per la liberazione di Nicola Licastro, interpretato da Giovanni Calcagno (stagione 1 ep. 1).
- Uomo degli Abate morto stranamente in sala interrogatori, interpretato da Maurizio Nicolosi (stagione 1 ep. 1).
- Raffaella Bonaiuto, interpretata da Alessandra Roca (stagione 1 ep. 1), sorella di Alfredo Bonaiuto.
- Antonello Licastro, interpretato da Alfredo Pea (stagione 1 ep. 1, 2), imprenditore vittima del racket della mafia e che diventa collaboratore di giustizia.
- Moglie di Licastro, interpretata da Manuela Ventura (stagione 1 ep. 1, 2).
- Nicola Licastro, interpretato da Giovan Battista Torregrossa (stagione 1 ep. 1, 2), figlio di Antonello. Viene sequestrato dagli uomini degli Abate perché in possesso dell'iPod dell'ingegnere Bonaiuto.
- Salvatore "Salvo" Rizzuto, interpretato da Paolo Ricca (stagione 1 ep. 1, 2), marito di Rosy ucciso dal killer mafioso Saro Cangemi su ordine di Trapani, innamorato di Rosy.
- Saro Cangemi, interpretato da Giuliano Oppes, affiliato di Trapani, uccide Salvo il marito di Rosy (stagione 1, ep. 1-3).
- Vincenzo Amaturo detto Malocchio, interpretato da Natale Russo (stagione 1 ep. 1-3, 5, 6), vecchio conoscente e affiliato di Trapani ucciso da Di Meo in un'irruzione a casa sua.
- Don Sergio, interpretato da Nino D'Agata (stagione 1 ep. 1, 3-4 - stagione 3 ep. 2-7), prete degli Abate che sposa Rosy e battezza il piccolo Leonardo; rilasciato dopo essere stato arrestato presso una cascina insieme a Don Ruggero, verrà ucciso in chiesa da Juan Rodriguez.
- Angela Abate, interpretata da Roberta Procida (stagione 1 ep. 1-2), moglie di Vito Abate.
- Michelangelo "Mickey" Lo Bianco, vero nome Michelangelo "Mickey" Robson, interpretato da Vincent Riotta (stagioni 1 ep. 3, 4 - 3 ep. 1 - 4 ep. 7), agente segreto dell'FBI e coordinatore della DEA. È un infiltrato in Sicilia con il compito di trattare con il boss Giacomo Trapani ma, scoperto grazie a una talpa, viene quasi ucciso da Scarria in mare. Viene poi salvato dall'intervento della Duomo insieme alla Guardia Costiera. Tornato in America, nella terza stagione affianca la Mares nel blitz della DEA contro Truebla in Colombia. Nella quarta stagione a Palermo come informatore aiuta l'ispettore capo della Duomo Francesca Leoni a scoprire chi è veramente il presunto imprenditore Umberto Nobile. Curiosità: Nella prima stagione il suo nome è "Paul Morini".
- Enzo Scarria, uomo di Trapani e interlocutore con l'americano (stagione 1 ep. 3, 4) - Michele Marino, consigliere regionale membro di Crisalide e fedele alla linea di Mantia fino al cambio con Spagnardi e Veronica Colombo. Viene tratto in ostaggio da Calcaterra con la collaborazione di De Silva ai quali svela il nascondiglio dei nuovi capi di Crisalide (stagione 6 ep. 6, 10). Entrambi sono interpretati da Fulvio D'Angelo.
- Fulvio Alessi, interpretato da Giuseppe Loconsole (stagione 1 ep. 5), ex partner di Di Meo che confida alla Mares i suoi sospetti su Di Meo.
- Nicola Sturiale, candidato sindaco di Palermo che si ritira per i suoi scheletri nell'armadio (stagione 1 ep. 5, 6) - Calogero Maglio (stagione 7). Entrambi sono interpretati da Maurizio Marchetti.
- Salvatore Bonomo, interpretato da Marco Gambino (stagione 1), boss affiliato di Lo Pane.
- Lucia, interpretato da Antonella Attili (stagione 1 ep. 4, 5 - stagione 2 ep. 2-4), moglie di Alfiere.
- Eugenio Greco, interpretato da Renato Mori (stagione 1 ep. 6 - stagione 2 ep. 2-4, 6), capo di De Silva che stava sul libro paga di Trapani e Di Meo può provarlo perciò deve essere eliminato. Greco però viene ucciso da De Silva per impedire di costituirsi.
- Uomo di Cannizzaro, interpretato da Costantino Comito (stagione 2 ep. 1), arrestato a Gallico Marina dopo l'agguato a Rosy.
- Marcello Turrisi, interpretato da Filippo Luna (stagione 2 ep. 1), imprenditore ucciso dagli Abate perché rifiutava di cedere il suo villaggio turistico.
- Michela Turrisi, interpretato da Francesca Chillemi (stagione 2 ep. 1-3), figlia di Marcello Turrisi, la ragazza 25enne diventerà collaboratore di giustizia.
- Marco Calabrò, uomo di Cannizzaro arrestato a Gallico Marina dopo l'agguato a Rosy e il primo a parlare di Lipari alla Mares (stagione 2 ep. 1) - Salvatore Cusimano, componente della commissione (stagione 8 ep. 9, 10). Entrambi sono interpretati da Sebastiano Rizzo.
- Manuele Consoli, interpretato da Alessio Vassallo (stagione 2 ep. 1-3), guardia personale di Rosy e figlio di un mafioso detenuto. Muore per mano di De Silva il quale lo butta dalla finestra della casa di Fiamma dove si erano precipitati i due per recuperare la macchina fotografica della ragazza.
- Uomo di Cannizzaro, interpretato da Pino Torcasio (stagione 2 ep. 2), viene ucciso dagli uomini di Nardo per mandare un avvertimento a Cannizzaro.
- Aldo Vetrano, interpretato da Carmelo Galati (stagione 2 ep. 1-6), giornalista che aiuta Fiamma indagando su Pinna, assassino del padre.
- Daniele Pinna, detto Pescecane, interpretato da Giovanni Martorana (stagione 2 ep. 1-5), uomo degli Abate perseguitato da Fiamma Rigosi la quale vendicherà il padre uccidendolo sulla nave Grimaldi.
- Pasquale Iacuzzi, interpretato da Fabrizio Romano (stagione 2 ep. 1-4, 6), luogotenente di Nardo Abate arrestato da Pietrangeli e Serino.
- Rosario Vinciguerra, interpretato da Orio Scaduto (stagione 2 ep. 1, 5), affiliato agli Abate. Cerca di eliminare Rosy per prendersi il potere e così viene trucidato da Pinna.
- Totò Platania, interpretato da Fabrizio Ferracane (stagione 2 ep. 1, 5-8), affiliato agli Abate e braccio destro di Rosy. Viene ucciso da Pietrangeli durante la fuga di Rosy di cui era innamorato.
- Don Raffaele Cannizzaro, interpretato da Peppino Mazzotta (stagione 2 ep. 2, 5), boss calabrese che vuole fare affari con Lipari in sinergia con gli Abate; verrà arrestato durante il blitz della Duomo sulla nave da crociera.
- Elena, interpretata da Valentina Correani (stagione 2 ep. 2, 3, 6, 7), ex moglie di Sandro che rifiuta di fargli vedere il figlio.
- Marco Pietrangeli, interpretato da Giulio Maria Furente (stagione 2 ep. 2, 6, 7), figlio di Elena e di Sandro Pietrangeli.
- Alik Glashi, killer kosovaro assoldato per uccidere Michele Liguori morendo a causa di un incidente innescato da Fiamma (stagione 2 ep. 3) - Goran Jovic, trafficante d'armi internazionale e uomo di De Silva in Croazia; viene fatto esplodere da Ettore Ragno contro la squadra Duomo (stagione 6 ep. 2). Entrambi sono interpretati da Rinat Khismatouline.
- Michele Liguori, interpretato da Gaetano Bruno (stagione 2 ep. 3, 4, 8), avvocato vittima dell'attentato fallito dal killer kosovaro assoldato dagli Abate; diventa poi collaboratore della Mares nelle sue indagini.
- Don Alfio Manzella, interpretato da Domenico Centamore (stagione 2 ep. 3, 6, 8), boss siciliano che perseguita Rosy per recuperare l'ingente somma di denaro che le aveva affidato per l'affare (saltato) con Lipari; convinta dalla donna a recuperare il tesoro del boss dalla Svizzera, verrà arrestato dalla Duomo nel blitz sull'autostrada insieme agli altri capi famiglia.
- Nunzia, interpretata da Aglaia Mora (stagione 2 ep. 4), donna delle pulizie della Mares e vecchia fiamma del Catanese che la uccide per arrivare alla poliziotta.
- Rodrigo Osorio, interpretato da Franklin Santana (stagione 2 ep. 5), uomo di Lipari arrestato dai poliziotti di varie sezioni.
- Don Ciruzzo Pace, interpretato da Antonio Gerardi (stagione 2 ep. 5), boss dei Casalesi arrestato durante il blitz sulla nave Grimaldi.
- Agostino Sannari, interpretato da Alfredo Mangano (stagione 2 ep. 5), esperto nelle ramificazioni delle famiglie della 'ndrangheta calabrese in particolare dei Cannizzaro e dei loro rapporti con i trafficanti colombiani.
- Pierpaolo Ferretti, interpretato da Sandro Ghiani (stagione 2 ep. 5), capo dell'antimafia barese che collabora con la Duomo per arrestare il boss della Sacra Corona Unita Muria, suo vecchio amico d'infanzia arrestato durante il blitz sulla nave Grimaldi.
- Don Devoto Muria, interpretato da Manrico Gammarota (stagione 2 ep. 5), boss della Sacra Corona Unita arrestato durante il blitz sulla nave Grimaldi.
- Antonio Colonna, interpretato da Tullio Sorrentino (stagione 2 ep. 5, 6, 8), prestanome di Lipari che diventa poi collaboratore della Mares rivelando tutte le strategie di Lipari per sfuggire a Vincent Truebla.
- Aneta, interpretata da Claudia Gusmano (stagione 2 ep. 6), ragazza romena che sacrifica la propria vita per salvare Rosy.
- Loredana, donna che ospita Rosy dopo la sua fuga dalla nave Grimaldi e dopo il finto attentato in campagna e che verrà uccisa insieme al marito Salvatore dagli uomini di Manzella (stagione 2 ep. 6, 7); Ipazia, sorella di Salvo Basile uccisa da lui nel covo di Giarre all'arrivo dei Ragno (stagione 6 ep. 6-8). Entrambe sono interpretate da Aurora Quattrocchi.
- Castro, interpretato da Alessandro Cremona (stagione 2 ep. 7), uomo di Platania e uno dei sequestratori di Ivan Di Meo il quale riesce a liberarsi e ad ucciderlo.
- Maggio, interpretato da Frank Messina (stagione 2 ep. 7), sequestratore di Ivan Di Meo rimasto ucciso nel conflitto a fuoco con Claudia Mares e Fiamma Rigosi.
- Uomo di Rosy e Platania ucciso da Serino alla tonnara, interpretato da Davide Lo Verde (stagione 2 ep. 7-8).
- Assunta Burrano, interpretata da Maddalena Ferrara (stagione 2 ep. 8), appoggio del Catanese.
- Lagosta, interpretato da Stefano Molinari (stagione 2 ep. 8), nuovo dirigente superiore di De Silva.
- Andrea Manni, interpretato da Fabrizio Croci (stagione 2 ep. 8 - stagione 3 ep. 3), ingegnere informatico contattato da De Silva per sbloccare i 7 miliardi di euro dal pc di Lipari; salvato dalla Duomo alla tonnara, dopo aver accusato De Silva morirà per infarto essendo stato avvelenato per mano dell'agente segreto Paolo Russo al campo da tennis per impedirgli di testimoniare contro Rosy Abate.
- Paolo Russo, interpretato da Enrico Roccaforte (stagione 2 ep. 3, 6, 8 - stagione 3 ep. 1, 3, 4, 7-10), uomo di De Silva arrestato a Roma insieme all'on. Spagnardi e a Blanca Truebla.
- Vincent Truebla, interpretato da Sergio Múñiz (stagione 3 ep. 1), boss narcotrafficante colombiano, di origini tedesche da parte di madre, con base a Guajira. Capo di Lipari, ha dato riparo a Rosy che lo uccide a tradimento con l'aiuto del giardiniere Antonio.
- Nelson Truebla, interpretato da Amandio Pinheiro (stagione 3 ep. 1), fratello di Vincent e suo braccio destro; viene arrestato nel corso del blitz della DEA.
- Blanca Truebla, interpretata da Vanessa Villafane (stagione 3 ep. 1, 3-7, 9, 10), sorella di Vincent e Nelson. La colombiana vuole vendicare la morte del fratello e, dopo aver sottratto la famosa "Lista Greco" al Catanese, intavola una trattativa con De Silva e l'on. Spagnardi a Roma ma le due donne vengono arrestate dalla Duomo.
- Antonio Garignì, interpretato da Nick Nicolosi (stagione 3 ep. 1), giardiniere dei Truebla di origini catanesi che aiuta Rosy a uccidere Vincent e a scappare; durante la fuga verso l'aeroporto prova a ucciderla ma lei lo sorprende e lo anticipa freddandolo.
- Gianluca Cosmelli, interpretato da Giovanni Robbiano (stagione 3 ep. 1), Cavaliere del Lavoro proprietario della nave New Star che trasportava rifiuti tossici dei Manzella e che è stata affondata al largo dell'Isola delle Femmine.
- Stefano Santamaria, interpretato da Fabrizio Lombardo (stagione 3 ep. 1, 2), ex tossico e informatore della Mares; il suo cadavere viene rinvenuto nel letto della poliziotta.
- Imma Geraci, interpretata da Giglia Marra (stagione 3 ep. 1-3), figlia di Don Ruggero che tiene il figlio di Rosy e che viene uccisa per errore da un uomo dei Manzella.
- Agnese, interpretata da Marina Sorrenti (stagione 3 ep. 1, 2, 4, 5), moglie di Calcaterra morta dopo tre anni di coma vegetativo.
- Salvino, interpretato da Vincenzo Crivello (stagione 3 ep. 1, 2, 4-8), stiddaro al servizio di Don Ruggero ucciso da Pietrangeli e Serino al porto di Messina.
- Partanna, stiddaro che come Salvino è al servizio di Don Ruggero e viene ucciso al porto di Messina (stagione 3 ep. 1, 2, 4, 7, 8) - Riccardo Marchese, affiliato al clan Marchese e luogotenente del boss Tindaro. Dopo lo sterminio del suo clan, si allea con Ulisse Mazzeo; muore in un conflitto a fuoco tra il clan Mazzeo, i componenti della commissione e la Duomo (stagione 8 ep. 4-10). Entrambi sono interpretati da Antonio Grosso.
- Mizio Portanova, interpretato da Dario Castiglio (stagione 3 ep. 1-3, 5-8), fratello di Vito ucciso al porto di Catania dalla Mares dopo che aveva preso in ostaggio il figlio di Rosy.
- Enzo, interpretato da Francesco Di Leva (stagione 3 ep. 1, 2), luogotenente di Vito Portanova ucciso durante il salvataggio della figlia di Francesca Diamante.
- Uomo di Rosario Manzella, interpretato da Santo Bellina (stagione 3 ep. 1-3), ucciso da Don Ruggero, vendicatosi della morte della figlia.
- Angelo Lepre, interpretato da Sergio Vespertino (stagione 3 ep. 1, 3), uomo di Manzella ucciso da Vito Portanova sotto casa di Imma Geraci a Monreale.
- Aisha, interpretata da Desirée Noferini (stagione 3 ep. 2), prostituta testimone del delitto di uno degli uomini di Manzella ucciso dai Portanova.
- Prostituta agganciata da Serino (stagione 3 ep. 2), interpretata da Youma Diakite.
- Veronica Paoli, interpretata da Stella Egitto (stagione 3 ep. 2, 4), fidanzata di Stefano. Piena di rabbia, testimonierà contro la Mares al processo che vede imputata Rosy dietro pagamento di De Silva.
- Francesca Diamante, interpretata da Vanessa Scalera (stagione 3 ep. 2-4), onesta imprenditrice da sempre in lotta contro la mafia e vincitrice dell'appalto (a sua insaputa grazie al favoreggiamento ottenuto dagli Abate tramite l'ingegnere Giaccio) valevole per il terreno sul quale era prevista la costruzione di un parco acquatico ma ritenuto indispensabile da Rosy Abate per lo smaltimento dei rifiuti tossici. Finita in un programma di protezione con la famiglia, viene uccisa da De Silva per impedire che possa testimoniare contro Rosy.
- Riccardo Diamante, interpretato da Paolo Giovannucci (stagione 3 ep. 2-4), giornalista e marito di Francesca.
- Don Totò Canepa, interpretato da Rino Cassano (stagione 3 ep. 3, 5), boss membro della commissione regionale che verrà ucciso da Mizio Portanova dopo aver ribadito di non voler più proseguire gli affari con Rosy Abate
- Juan Rodriguez, interpretato da Fernando Cormick (stagione 3 ep. 3-8), uomo fidato di Blanca Truebla incaricato, assieme ad altri sicari al suo servizio, di trovare ed eliminare Rosy Abate dopo il suo ritorno a Palermo perché colpevole di aver ucciso il fratello Vincent. Viene ucciso nello scontro a fuoco con la polizia all'orfanotrofio dove voleva rapire il figlio della Abate.
- Monreale, interpretato da Francesco Foti (stagione 3 ep. 4-7), avvocato di Rosy Abate; dopo essere diventato informatore della Mares, viene ucciso da Juan Rodriguez.
- Vincenzino, interpretato da Davide Lorino (stagione 3 ep. 4, 6, 7), luogotenente di Rosario Manzella ucciso da Don Ruggero nell'agguato al covo.
- Medico di Agnese Calcaterra, interpretato da Enzo Curcurù (stagione 3 ep. 4, 5).
- Don Totò Mannino, interpretato da Totò Schillaci (stagione 3 ep. 5). Boss messinese ucciso da Portanova per prendere il comando sul porto di Messina.
- Augusto Cilenti, interpretato da Simone Colombari (stagione 3 ep. 6, 8, 9), titolare della Natura Safe con sede a Torino che si occupa dello smaltimento di rifiuti industriali e di scorie radioattive provenienti dalle centrali nucleari dismesse; si mette in affari con De Silva per lo smaltimento delle scorie nucleari oltreconfine ma il suo piano fallisce venendo fermato dalla Duomo.
- Beltràn, interpretato da Maximiliano Hernando Bruno (stagione 3 ep. 6-8), uomo di Blanca Truebla al servizio di Juan Rodriguez arrestato all'orfanotrofio.
- Diego Jimenez, interpretato da Bernard Bullen (stagione 3 ep. 6-8), uomo di Blanca Truebla al servizio di Juan Rodriguez arrestato all'orfanotrofio.
- Ignazio Manzella, interpretato da Giuseppe Provinzano (stagione 3 ep. 7), nipote di Rosario ucciso a tradimento dallo stiddaro Salvino mentre è in corso la mattanza nel covo del boss.
- Cioran, interpretato da Kastriot Shehi (stagione 3 ep. 7, 8), contatto albanese di De Silva responsabile del trasporto delle scorie verso il proprio paese sulla Asso 2; verrà ucciso da un uomo dell'agente segreto con l'intento di fare affondare la nave in mare aperto.
- Bartolomeo Agrillo, interpretato da Carlo Cartier (stagione 3 ep. 7, 8), cugino di Don Ruggero responsabile dello sbarco delle scorie al porto di Messina e qui ucciso da De Silva prima che si potesse costituire.
- Ornella Monti, interpretata da Raffaella D'Avella (stagione 3 ep. 8), direttrice dell'orfanotrofio di Leonardo.
- Suor Matilde, interpretata da Marina Sorrenti (stagione 3 ep. 8), una delle sorelle dell'orfanotrofio.
- Giovanna Spagnardi, interpretata da Stefania Orsola Garello (stagione 3 ep. 8-10), parlamentare della Lista degli Indipendenti Siciliani in stretto e oscuro contatto con De Silva al quale ha imposto di recuperare a qualunque costo la preziosissima "Lista Greco" in possesso di Rosy Abate contenente i nomi dei più importanti politici, componenti della magistratura, prelati e imprenditori che hanno fatto affari e che quindi hanno avuto contatti estremamente riservati e illegali con la mafia. Venuta a sapere che la lista era in mano della colombiana Blanca Truebla, intavola con lei una trattativa insieme a De Silva a Roma ma le due donne vengono arrestate dalla Duomo
- Claudio Taormina, interpretato da Gianni Garofalo (stagione 3 ep. 9), titolare della società Tecno Due che spalleggia Clienti nei suoi affari e che viene salvato dalla Duomo.
- Picciotto di Rosy Abate, interpretato da Giovanni Laganà (stagione 3 ep. 9), che la aiuta in Piazza Politeama perquisendo la Mares.
- Alessio Vitale, interpretato da Vanni Bramati (stagione 3 ep. 9), ex compagno di cella e complice del Catanese ucciso da Calcaterra nel conflitto a fuoco presso il rifugio di Rosy.
- Franco Merucci, interpretato da Davide Giordano (stagione 3 ep. 9), infermiere assoldato da Vitale per aiutare il Catanese ad evadere dall'ospedale.
- Nicotera, interpretato da Giacomo Civiletti (stagione 3 ep. 9), giudice del tribunale dei minori ucciso da De Silva alla casa famiglia di Leonardo Abate.
- Beppe, interpretato da Alberto Angrisano (stagione 3 ep. 10), amico del Catanese e proprietario del bar dove avviene l'incontro con il killer e Blanca Truebla.
- Walter Santamaria, interpretato da Paolo La Bruna (stagione 3 ep. 10), dirigente dell'intelligence che aiuta De Silva.
- Antonio "Don Ninuzzo" Albaro, interpretato da Mario Pupella (stagione 3 ep. 3, 5, 7, 8 - stagione 4 ep. 1), è uno dei vecchi membri della Commissione Regionale di Cosa Nostra che sosterranno Rosy e Don Ruggero nello scontro con Rosario Manzella. In seguito verrà ucciso da Nerone a bordo del treno per Palermo su ordine dei fratelli Mezzanotte, suoi nipoti.
- Don Frank Turiello, interpretato da Costantino Carrozza (stagioni 3 ep. 3, 5, 7, 8 - stagione 4 ep. 1), è uno dei vecchi membri della Commissione Regionale di Cosa Nostra che sosterranno Rosy e Don Ruggero nello scontro con Rosario Manzella. Verrà ucciso dai Mezzanotte dopo aver rivelato che la Abate era in possesso del pezzo di lista mancante.
- Giulia, interpretata da Roberta Giarrusso (stagione 3 ep. 1-5, 10 - stagione 4 ep. 1-3, 6), vedova di Totò Platania: ha una relazione con Pietrangeli, il quale si vuole scusare con lei perché le ha ucciso il marito, e si fa prestare da lui dei soldi e poi scappa con la figlia perché sapeva già che Pietrangeli le aveva ucciso il marito. Nella quarta stagione inganna Sandro e in cambio di soldi fornisce informazioni della Abate ai Mezzanotte. Scoperta da Pietrangeli, viene persuasa a collaborare con la Duomo per trovare il rifugio dei Mezzanotte
- Primario dell'Italian Hospital, interpretato da Mario Cordova (stagione 3 ep. 3 - stagione 4 ep. 1-3).
- Leonardo "Leonardino" o "Leo" Abate, interpretato da Christian Monaldi[4] (stagione 3, ricorrente 4, guest 5-6), figlio di Rosy e Ivan Di Meo.
- Avvocato dei Mezzanotte, interpretato da Ottavio Amato (stagione 4 ep. 1).
- Angelino U' Playboy, interpretato da Alberto Lo Porto (stagione 4 ep. 1), uomo dei Mezzanotte ucciso da Pietrangeli all'Italian Hospital.
- Roberto Castellano, interpretato da Paolo Macedonio (stagione 4 ep. 1, 2), agente della sicurezza dell'Italian Hospital che informa i Mezzanotte del ricovero di Rosy fornendo loro il badge per poter entrare nell'ospedale e rapire la donna. Viene poi arrestato dalla Duomo diventando loro collaboratore.
- Dottor Callegari, interpretato da Donald Ranvaud (stagione 4 ep. 1, 4), psichiatra delle forze armate che segue De Silva all'ospedale psichiatrico e da lui ucciso prima di evadere.
- Giovanni Mozzo, interpretato da Francesco La Mantia (stagione 4 ep. 2), figlio di Gennaro che era stato ucciso dai Manzella. Per i Mezzanotte tiene nascosta Rosy nella casa della madre ad Altavilla Milicia dove viene ucciso da Calcaterra.
- Segretaria dei Mezzanotte, interpretata da Monica Riva (stagione 4 ep. 2).
- Don Antonio Varallo, interpretato da Pierluigi Misasi (stagione 4 ep. 2, 4, 6), boss di Caltanissetta e capo della Commissione Regionale. Viene arrestato insieme ai figli Nicola e Remo dopo le confessioni di Rosy Abate e rilasciati in seguito per insufficienza di prove. Viene ucciso insieme ai figli da Armando Mezzanotte e De Silva.
- Nicola Varallo, interpretato da Giuseppe Carleo (stagione 4 ep. 2, 4, 6), agricoltore che in realtà è usuraio.
- Remo Varallo, interpretato da Gabriele Gallinari (stagione 4 ep. 2, 4, 6), imprenditore che con la sua ditta di costruzioni gestisce gli appalti pubblici di mezza Sicilia.
- Don Calogero, interpretato da Arcangelo Iannace (stagione 4 ep. 2, 4, 8), membro della Commissione Regionale arrestato al matrimonio di Dante e Ilaria.
- Membro della Commissione Regionale, interpretato da Stefano Sabelli (stagione 4 ep. 2, 4, 8). Anche lui verrà arrestato al matrimonio di Dante e Ilaria.
- Membro della Commissione Regionale, interpretato da Piero Nicosia (stagione 4 ep. 2, 4, 8). Anche lui verrà arrestato al matrimonio di Dante e Ilaria.
- Don Scianna, interpretato da Domenico Galasso (stagione 4 ep. 2, 4, 8), membro della Commissione Regionale ucciso da Nerone.
- Balzoni, interpretato da Giuseppe Russo (stagione 4 ep. 3), gestore dell'agriturismo dove la latitante Rosy Abate si rifugia su suggerimento della compagna di cella Ilaria. Balzoni, un maniaco guardone, è attratto da Rosy ed entra in bagno mentre la donna si sta facendo la doccia. Questa lo sorprende e lo uccide sparandogli per averla venduta ai Mezzanotte.
- Assessore Liotti, interpretato da Mauro Marino (stagione 4 ep. 3). Viene ricattato dai Mezzanotte con un filmino hard e così è costretto ad assegnare l'appalto del parco eolico di Trapani alla Green Light dei boss invece che alla Puro Sole di Umberto Nobile. Alla fine però per un disguido tecnico Nobile riesce a ottenere ugualmente l'appalto.
- Avvocato Ruffini, interpretato da Massimiliano Pazzaglia (stagione 4 ep. 3), nominato dall'avvocatura di Stato come supervisore della gara d'appalto che fa notare all'assessore Liotti la disparità delle offerte.
- Samantha, interpretata da Ilenia Maccarrone (stagione 4 ep. 3), prostituta ai domiciliari che indica a Calcaterra l'agriturismo dove aveva lavorato insieme a Ilaria La Viola.
- Michela Rizzo, interpretata da Rosa Diletta Rossi (stagione 4 ep. 3), donna delle pulizie sequestrata da Rosy Abate con l'intento di sostituirsi a lei per entrare all'aeroporto.
- Avvocato di Ilaria La Viola e referente segreto di Umberto Nobile, interpretato da Marco Minetti (stagione 4 ep. 3-5). Viene ucciso da Ilaria con un fermaglio dopo che voleva tirarsi fuori dai giochi.
- Pierpaolo Parrini, interpretato da Ernesto Mahieux (stagione 4 ep. 3-5), ragioniere e cassiere del Comitato ucciso da Nerone su ordine di Ilaria per vendetta. In precedenza aveva donato a Rosy 10 milioni di euro da destinarsi al figlio Leonardo per il suo futuro e un altro milione e un passaporto falso che sarebbero serviti per la fuga della donna.
- Totò Argento, interpretato da Marco Iermanò (stagione 4 ep. 3, 5), ragazzo sedicenne che lavora per Parrini. Viene ucciso da De Silva insieme ai suoi genitori.
- Angelo D'Urso detto il Contadino, interpretato da Gigi Angelillo (stagione 4 ep. 5), anziano boss di Cosa Nostra uscito da poco dal carcere per pena commutata da un'iniziale condanna all'ergastolo per omicidio aggravato. È membro del Comitato che si sta per riunire dopo quasi tre decenni tramite gli scacchi di Parrini, segnale di pericolo. Viene ucciso da un uomo dei Mezzanotte perché non ha voluto rivelare niente in riguardo al suo rapporto con Parrini.
- Don Giovanni Consolo alias Nick Valenza, (stagione 4 ep. 5), anziano boss di Cosa Nostra residente a Agadir in Marocco e proprietario di una catena di alberghi del valore di circa un miliardo di euro. Membro di spicco del Comitato, viene ucciso direttamente da Ilaria per vendetta alla riunione - Adamo Corda (stagione 8 ep. 1, 3-6). Entrambi sono interpretati da Giacinto Ferro.
- Rino Consolo, interpretato da Gianfranco Quero (stagione 4 ep. 5), fratello di Giovanni Consolo.
- Don Rosario Marra, interpretato da Attilio Ierna (stagione 4 ep. 5), anziano boss di Cosa Nostra residente a Lugano in Svizzera e membro del Comitato. Viene ucciso dal commando di Nerone per vendetta di Ilara alla riunione.
- Don Peppuccio Sangro, interpretato da Giuseppe Santostefano (stagione 4 ep. 5), anziano boss di Cosa Nostra del quartiere Brancaccio residente a Brașov in Romania, dove è capo di un'agenzia immobiliare. È membro del Comitato e viene ucciso dal commando di Nerone per vendetta di Ilaria alla riunione.
- Don Antonio Indovina, interpretato da Orazio Stracuzzi (stagione 4 ep. 5), anziano boss di Cosa Nostra residente a Bangkok in Thailandia e membro del Comitato. Viene ucciso dal commando di Nerone per vendetta di Ilaria alla riunione
- Totò Alimeni alias Riccardo Cavallero, interpretato da Gigi Savoia (stagione 4 ep. 6), cameriere dell'Hotel degli Scacchi diventato pentito che, scampato alle grinfia di Armando Mezzanotte e Filippo De Silva, viene salvato da Calcaterra e Rosy raccontando poi ciò che era successo 25 anni prima.
- Carmelo Abate, padre di Ilaria, zio di Rosy e fratello di Santo. Viene ucciso da quest'ultimo, Parrini e dagli altri membri del Comitato nel 1987 sulla spiaggia dell'Hotel degli Scacchi poiché in qualità di cassiere li aveva traditi (stagione 4 ep. 5-6); Giuseppe Barca, commissario di polizia e responsabile della sicurezza della giudice Ferretti e della figlia nel Programma protezione testimoni, e un ex collega di Calcaterra, quando questi era a Napoli. Si scoprirà che è stato corrotto da Veronica Colombo e Giovanni Spagnardi. Verrà ucciso dal suo ex collega, perché lo ritiene responsabile dell'omicidio di Lara Colombo (stagione 7 ep. 2-4). Entrambi i personaggi sono interpretati da Francesco Acquaroli.
- Filippo Bennato detto Manuzza, interpretato da Maurilio Leto (stagione 4 ep. 7). Latitante dopo una condanna in contumacia, gestisce bische per la famiglia Marito. Rosy Abate come infiltrata vuole sapere delle informazioni da lui ma avendola scoperta tenta di farla ammazzare venendo però fermato dall'intervento della Duomo.
- Pietro Caruso, interpretato da Fabrizio Jovine (stagione 4 ep. 7), luogotenente di Manuzza ucciso a casa sua da Pietrangeli.
- Annunziata, interpretata da Silvia Alù (stagione 4 ep. 7), segretaria dell'avvocato Parente.
- Medico legale, interpretato da Antonio Palumbo (stagione 4 ep. 7 - stagione 6 ep. 3).
- Eleonora, interpretata da Chiara Ricci (stagione 4 ep. 7, 8), dottoressa che medica De Silva dopo essere rimasto ferito a casa di Umberto Nobile; si evince che i due abbiano avuto una relazione in passato.
- Cecilia, interpretata da Giorgia Sinicorni (stagione 4 ep. 7, 10), fidanzata di Tito Nerone che aiuta la Duomo ad arrestarlo dopo aver scoperto che è un killer.
- Cosimo Rea, interpretato da Alfredo Lo Bianco (stagione 4 ep. 8), luogotenente di Don Scianna ucciso da Pietrangeli alla raffineria.
- Dario Cangiante, interpretato da Danilo Nigrelli (stagione 4 ep. 8), conoscente di De Silva che fa da tramite con i Palandra.
- Angelo Palandra, interpretato da Mimmo Mancini (stagione 4 ep. 8), capo di una 'ndrina calabrese con almeno 100 affiliati che si accorderà con i Mezzanotte per l'affare con Massoud venendo poi arrestato al matrimonio di Dante e Ilaria.
- Collega poliziotto che dà tutte le informazioni sul clan Palandra a Calcaterra, interpretato da Gianni Franco (stagione 4 ep. 8).
- Marco, interpretato da Michele Annunziata (stagione 4 ep. 8, 9), collega che si occupa di far sapere a Calcaterra che il bambino che Claudia portava in grembo era suo.
- Isaac Brodan, interpretato da Ivan Franek (stagione 4 ep. 8, 9), uno dei più importanti trafficanti di eroina in Europa che lavora a stretto contatto con i maggiori esportatori afghani di oppio ed eroina; viene ucciso da De Silva dopo essersi tirato indietro dall'affare con Mezzanotte e Massoud.
- Ismail Massoud, interpretato da Hossein Taheri (stagione 4 ep 8-10), talebano afghano affiliato ad Al Qaeda dal 1995 e capo di uno dei più importanti gruppi di produzione di eroina in Afghanistan. Cinquanta tonnellate di eroina liquida sono arrivate a Palermo in cambio di 500 milioni offerti dai Mezzanotte grazie alla mediazione di De Silva e di Isaac Brodan. Lo scambio però fallisce a causa dell'irruzione della polizia nella raffineria: Massoud e i suoi uomini vengono arrestati e la droga viene sequestrata.
- Braccio destro di Massoud, interpretato da Hafedh Khalifa (stagione 4 ep. 9, 10). Scampato al blitz della polizia alla raffineria Arrivato all'aeroporto di Partinico, viene raggiunto e ucciso da Ilaria.
- Agente Manetti, interpretato da Andrea Napoleoni (stagione 4 ep. 9, 10 - stagione 6 ep. 10), braccio destro di Antonucci prima nella caccia a Rosy Abate e ai Mezzanotte e di Funari poi all'ASI in quella a Crisalide.
- Totò, interpretato da Salvatore Termini (stagione 4), uomo dei Mezzanotte che ammazza Angelo D’Urso, detto il Contadino, per avere informazioni sul comitato e viene sacrificato da Armando Mezzanotte in modo da scappare dalla Duomo insieme a De Silva, Nerone e Ilaria Abate.
- Mannucci, interpretato da Vincenzo De Michele (stagione 4), Comandante del Carcere Pagliarelli che collabora con Calcaterra per trovare residui organici di Ilaria Abate.
- Domenico Schiavone, interpretato da Giuseppe Tantillo (stagione 5 ep. 2-6, 8-10), giornalista de La Voce di Catania che in un primo momento prova a incastrare Rosy privandole dei 100 milioni necessari per il riscatto del figlio e successivamente alleandosi con Veronica Colombo per pubblicizzare la sua campagna elettorale. Viene ucciso dalla Abate per costringere la politica a confessare il luogo di sepoltura del figlio.
- Alfonso Russo, interpretato da Nicola Rignanese (stagione 5 ep. 1), uomo della famiglia Ferro che ha aiutato Rosy Abate a recuperare suo figlio. Viene ucciso dal vice questore Lara Colombo sotto copertura.
- Bisca, interpretato da Marco Iannitello (stagione 5 ep. 1), benzinaio aggredito da Calcaterra dopo aver scoperto che collaborava con Alfonso Russo.
- Cirillo Boni detto Guercio, interpretato da Andrea Gattinoni (stagione 5 ep. 1, 2), l'uomo che ha rapito Leonardo Abate, figlio di Rosy, all'aeroporto di Fiumicino. Viene ucciso da Cartuzza nella sua rimessa.
- Cartuzza, interpretato da Biagio Forestieri (stagione 5 ep. 1, 2), braccio destro di Achille Ferro ucciso da Rosy Abate alla rimessa del Guercio.
- Orlando Scevola, interpretato da Daniele Perrone (stagione 5 ep. 1, 2), pusher e collaboratore di Alfonso Russo. Arrestato da Calcaterra e dalla Colombo sulla terrazza di un bar, collabora con la polizia dando informazioni sul Guercio.
- Peppe e Corrado, interpretati da Arturo e Fabio La Fata (stagione 5 ep. 1-3), uomini di Achille Ferro che con Alfonso Russo hanno aiutato Rosy a recuperare Leonardino; è a causa loro che il Guercio riesce a rapire il bambino e Rosy lo scopre dando una coltellata a uno dei due gemelli.
- Giuseppina, interpretata da Alessandra Costanzo (stagione 5 ep. 1, 2, 4, 6), moglie di Oreste Ferro.
- Rolando Usumanni detto Testarossa, interpretato da Pierpaolo Lovino (stagione 5 ep. 2), amico del Guercio e uomo di Ruggero Spina, nonché accanito corridore di corse clandestine. Uccide l'architetto Rosati e si suicida schiantandosi con un'auto della polizia dopo aver scoperto Pietrangeli come infiltrato
- Capone, interpretato da Vito Facciolla (stagione 5 ep. 2), proprietario della rimessa di Cirillo Boni interrogato da Calcaterra e Sciuto.
- Vedova Barattini, interpretata da Matilde Piana (stagione 5 ep. 3), proprietaria di uno dei terreni che è segnato nelle planimetrie effettuate dall'architetto Rosati prima della speculazione effettuata da Ruggero Spina e Veronica Colombo.
- Fefè, interpretato da Giulio Corso (stagione 5 ep. 2-5), braccio destro di Ruggero Spina e quindi uno dei sequestratori di Leonardo; verrà ucciso dal commando dei Ferro insieme a Ruggero.
- Alessandro Santonocito detto Chiummo, interpretato da Alessandro Pennacchio (stagione 5 ep 3-5), rapitore di Leonardino arrestato da Calcaterra alle pendici dell'Etna.
- Nunzia Rosati, interpretata da Gioia Spaziani (stagione 5 ep. 2, 3, 6), sorella dell'architetto Sebastiano Rosati ucciso da Testarossa. Intrattiene una relazione con l'ispettore Vito Sciuto ma viene impiccata dai Ferro per aver continuato a indagare sulla morte del fratello.
- Marino Giuffrida detto Zu' Marino, interpretato da Mimmo Mignemi (stagione 5 ep. 2, 7, 8), amico degli Abate e affiliato al clan dei Ferro ucciso dagli uomini di Achille Ferro al rifugio di Giovanni Cannella.
- Don Barraca, interpretato da Tony Sperandeo (stagione 5 ep. 2, 4, 7-10), membro della Commissione Regionale morto durante l'agguato da parte degli uomini di Afrikanietz a Pedara.
- Don Nicastro, interpretato da Marcello Arnone (stagione 5 ep. 2, 4, 7-10), membro della Commissione Regionale morto durante l'agguato da parte degli uomini di Afrikanietz.
- Giuliana, interpretata da Roberta Bizzini (stagione 5 ep. 3, 5, 7), ex fidanzata tossicodipendente e informatrice di Palladino; morirà nella sparatoria che coinvolge Oreste Ferro, Mezzanotte e i pusher di Achille Ferro.
- Notaio Traversi, interpretato da Liborio Natali (stagione 5 ep. 4), ucciso da Ruggero Spina e Nicola Cardillo poiché avrebbe potuto rivelare l'identità del capo della Sicilia Home ovvero Veronica Colombo.
- Tonino Scarnazza, interpretato da Massimiliano Davoli (stagione 5 ep. 4-6), criminale con la condizionale che gestisce una lavanderia e commercia droga sottobanco. Viene arrestato confessando la connessione di Veronica Colombo con i Ferro e la sepoltura dell'autista del politico eseguita proprio da lui, ma Achille Ferro lo raggira trasferendo il cadavere altrove.
- Don Luigi Scuderi, interpretato da Lollo Franco (stagione 5 ep. 4, 7-10), membro della Commissione Regionale morto durante l'agguato da parte degli uomini di Afrikanietz
- Don Accardo, interpretato da Nicola Braile (stagione 5 ep. 4, 7, 8, 10), membro della Commissione Regionale morto durante l'agguato da parte degli uomini di Afrikanietz.
- Guido Leoni, interpretato da Massimo Bonetti (stagione 5 ep. 4, 6-8, 10), padre dell'ispettore Francesca Leoni nonché occulto commercialista del sindaco Veronica Colombo. Fuggito a Roma, alla figlia vuota il sacco sulla Colombo ma, salvato dalla Duomo da un agguato, ritratta tutto.
- Marianna Leoni, interpretata da Orsetta De Rossi (stagione 5 ep. 4, 6-8), moglie di Guido e madre di Francesca.
- Alma, interpretata da Simona Mastroianni (stagione 5 ep. 5, 10), segretaria di Veronica Colombo.
- Mario Strano, interpretato da Francesco Sciacca (stagione 5 ep. 5), amico nonché insegnante di Spina ai tempi del riformatorio e complice del rapimento di Leo Abate. Viene ucciso da Rosy Abate senza pietà.
- Salvatore Lanza, interpretato da Maurizio Comito (stagione 5 ep. 7), ex senatore che è stato mentore di Veronica Colombo per poi finire a processo per una vecchia vicenda che li coinvolgeva; dirà in via confidenziale a Calcaterra che il commercialista di fiducia della sua ex pupilla è Guido Leoni. Nella settima stagione il vice questore Tempofosco fa riferimento a Lanza come colui che aveva messo in contatto la Colombo con il clan dei Maglio.
- Mimmo Scuderi, interpretato da Alberto Mica (stagione 5 ep. 7), nipote di Don Scuderi barbaramente ucciso da Michele Catena per non aver rivelato dove si nascondeva Oreste Ferro.
- Nicola Suraci, interpretato da Alessandro Pess (stagione 5 ep. 7), uomo di Achille Ferro ucciso in un cantiere dopo il rapimento di Guido Leoni.
- Giovanni Cannella, interpretato da Franz Cantalupo (stagione 5 ep. 7, 8), uomo di Don Scuderi che collabora con Mezzanotte e Oreste Ferro per far esplodere il Decadence Club, di proprietà di Achille Ferro. Viene ucciso da Achille Ferro per non aver voluto rivelare dove si nascondeva il padre.
- Don Rino Parmeggiani, interpretato da Leonardo Marino (stagione 5 ep. 7-9), membro della Commissione Regionale ucciso da Michele Catena perché voleva tirarsi fuori dall'affare di Baia d'Angelo.
- Nicola Barretta, interpretato da Paolino Blandano (stagione 6 ep. 8), ingegnere che ha fiancheggiato Guido Leoni; finito nel mirino dei Ferro su richiesta di Veronica Colombo, verrà salvato dalla Duomo.
- Avvocato Scotti, interpretato da Antonio Alveario (stagione 5 ep. 8), difensore di Guido Leoni spinto dai Ferro a convincere il proprio assistito a non collaborare con la Duomo.
- Nicuzzo Paternò, interpretato da Alfio Sorbello (stagione 5 ep. 8, 9), uomo di Dante Mezzanotte e Oreste Ferro ucciso da un uomo di Mezzanotte dopo aver scoperto che voleva tradirli.
- Riccardo Grasso, interpretato da Pietro Lo Cicero (stagione 5 ep. 9), ragioniere di Achille Ferro scampato all'agguato al casolare di Dante Mezzanotte e Oreste Ferro ma ucciso in seguito da Mezzanotte per aver rivelato il loro nascondiglio a Michele Catena e ai suoi uomini.
- Alexander Goncarov, interpretato da Maciej Robakiewicz (stagione 5 ep. 8, 9), ex guardia russa e KGB che si è dato alla finanza dopo la caduta del muro di Berlino e che, secondo l'Interpol, è uno dei colletti bianchi di Afrikanietz. Per il boss russo cura le relazioni con Veronica Colombo.
- Maksim Bogdanov, interpretato da Kai Portman (stagione 5 ep. 8-10), luogotenente di Afrikanietz che perde la vita nell'agguato alla Commissione Regionale venendo ucciso da Pietrangeli.
- Arcadij Pojiatiev detto Afrikanetz, interpretato da Romuald Andrzej Klos (stagione 5 ep. 8-10 - stagione 6 ep. 1), boss della mafia russa ricercato dall'Interpol complice di Veronica Colombo nell'affare di Baia d'Angelo. Sfuggito all'arresto, si rifugia a Podgorica in Montenegro dove ad accoglierlo c'è Filippo De Silva. Lui e i suoi uomini verranno uccisi da quest'ultimo all'inizio della sesta stagione.
- Capo della polizia montenegrina che aiuta Calcaterra nel blitz a casa di Africanietz, interpretato da Aleksandar Cvjetković (stagione 6 ep. 1).
- Anna, interpretata da Ivana Lotito (stagione 5 - stagione 6 ep. 1), fisioterapista di Pietrangeli con cui avrà una relazione e rimane incinta. In seguito perderà il bambino e verrà lasciata da Pietrangeli in quanto lui preferisce tornare a collaborare con la Duomo.
- Moglie del corriere dei gioielli, interpretata da Margi Villa Del Priore (stagione 6 ep. 1), vittima dei Ragno.
- Don Maso, interpretato da Ciro Scalera (stagione 6 ep. 1), strozzino ucciso da Ettore Ragno.
- Erika, interpretata da Federica Bianco (stagione 6 ep. 1), vittima dello strozzino salvata da Ettore Ragno del quale diventa amante.
- Vedova del giudice ucciso da De Silva, interpretata da Annamaria De Luca (stagione 6 ep. 1).
- Generale dell'ASI arrestato in seguito alla morte del giudice Pulvirenti, interpretato da Antonio Angrisano (stagione 6 ep. 1, 2, 4).
- Gigi Er corniciaro, interpretato da Miro Landoni (stagione 6 ep. 2-4), compagno di cella dell'infiltrato Pietrangeli alias Mino Casaroli per il quale muore difendendolo nella cucina del carcere.
- Palmieri, interpretato da Antonio Rampino (stagione 6 ep. 1, 6), guardaspalle di Alessio Musumeci che in seguito diventa informatore di Calcaterra fino ad accusarlo di estorsione ma in realtà era una finta per dare il via al piano di Calcaterra.
- Giornalista della SicilTv, interpretata da Cristina Rinaldi (stagione 6 ep. 1, 2, 6, 10 - 7 ep. 3, 8).
- Giovanna, interpretata da Giulia Valenti (stagione 6 ep. 1, 2, 5, 6, 8 - stagione 7 ep. 6-7), moglie di Nicola che copre la latitanza dei suoi famigliari e per questo nella 7ª stagione viene posta in stato di fermo dalla Duomo rivelando che don Manzini è in contatto con i suoi parenti.
- Elisa, interpretata da Chiara Bassermann (stagione 6 ep. 1, 2, 6, 8 - stagione 7 ep. 6-7), rapita da De Silva per farlo incontrare con suo cugino Ettore. Ricompare nella 7ª stagione quando informa il marito Saro dell'arrivo della Duomo consentendo la fuga a lui e al clan Corvo.
- Gennaro Pastrone, interpretato da Antonio Pennarella (stagione 6 ep. 1-7), luogotenente di Don Spinone. Esce dal carcere per buona condotta e si allea con Don Basile invece che con i Ragno. Vuole vendicarsi del tradimento di Pietrangeli per il suo doppio gioco in carcere nei confronti di Don Carmine. Il poliziotto lo uccide nel suo appartamento dopo che aveva fatto irruzione e preso in ostaggio Lara Colombo.
- Giuseppe Longobardi, interpretato da Corrado Oddi (stagione 6 ep. 2), uomo dei Ragno con precedenti per rapina ed estorsione; arrestato da Francesca Leoni e Vito Sciuto, confesserà in ospedale di aver partecipato all'attentato di De Silva.
- Massimo Velosi, interpretato da Pierfrancesco Poggi (stagione 6 ep. 2), assessore alle politiche economiche ed ex assessore all'urbanistica di Baia d'Angelo con la Colombo sindaco e ora costretto a firmare le autorizzazioni per le slot machine dei Ragno.
- Andrea Onofri, interpretato da Ferdinando Gattuccio (stagione 6 ep. 2, 3), direttore della clinica in cui è ricoverata Rosy Abate. Viene ucciso da De Silva perché ne scopre il travestimento.
- Tonino Rizzo, interpretato da Dino Santoro (stagione 6 ep. 2, 3), figlio di Don Tano morto in ospedale dopo essere rimasto ferito in un agguato con i Ragno e la Duomo.
- Salvatore Rizzo, interpretato da Turi Catanzaro (stagione 6 ep. 2-4), fratello di Don Tano ucciso da Ettore Ragno in un agguato.
- Don Tano Rizzo, interpretato da Salvatore Misticone (stagione 6 ep. 2-5), capo clan nemico dei Ragno ucciso da Don Basile con l'aiuto di De Silva.
- Calogero Rizzo, interpretato da Maurizio Puglisi (stagione 6 ep. 2-5), fratello di Don Tano ucciso da Don Basile con l'aiuto di De Silva.
- Colonnello dei Carabinieri che ha fatto arrestare Calcaterra, interpretato da Francesco Prando (stagione 6 ep. 3, 6, 9).
- Bernardo Avola, interpretato da Francesco Giuffrida (stagione 6 ep. 5), braccio destro di Calogero Rizzo arrestato dalla Duomo e freddato dal cecchino De Silva su input degli stessi Rizzo perché si voleva pentire.
- Rita D'Amico, interpretata da Gaia Scodellaro (stagione 6 ep. 5, 7), ex compagna di Arceri con il quale ha un figlio di 9 anni.
- Bruno Privitera, interpretato da Alessandro Prete (stagione 6 ep. 5-8), luogotenente di Don Basile ucciso dai Ragno nel covo di Giarre.
- Uomo di Basile ucciso dai Ragno nel covo di Giarre, interpretato da Giuseppe Oppedisano (stagione 6 ep. 5-8).
- Giornalista, interpretato da Angelo Iannelli (stagione 5 ep.4), intervista in diretta televisiva Domenico Schiavone, giornalista de La Voce di Catania.
- Gaspare La Mantia, interpretato da Andrea Campolo (stagione 6 ep. 6), uomo di Basile che passa informazioni su quest'ultimo a Calcaterra e per questo viene ucciso da un uomo del boss.
- Mattia Barra, interpretato da Enrico Sortino (stagione 6 ep. 6), nipote del capo clan morto con la bomba alla riunione della Commissione. Viene ucciso dagli uomini di Basile in un agguato insieme a quelli dei Ragno dopo aver tradito questi ultimi su pressione di De Silva.
- Graziano Donati, interpretato da Federico Torre (stagione 6 ep. 7), proprietario di un'azienda di trasporti che fa da copertura ai traffici di Don Basile. Viene arrestato dalla Duomo a Baia Santa Croce con l'accusa di traffico internazionale con l'aggravante dell'associazione mafiosa. Decide così di collaborare con la polizia, viene messo sotto protezione a Siracusa e con le sue rivelazioni indebolisce Basile.
- Trenti, interpretato da Raimondo Todaro (stagione 6 ep. 7, 10), poliziotto che collabora con Lara Colombo.
- Don Francesco Pesce, interpretato da Gianni Pellegrino (stagione 6 ep. 7-9), boss della 'ndrina dei Pesce di Monte Calabro. Viene consigliato dal fratello Giovanni nella gestione degli affari e attraverso De Silva diventa fornitore di droga per il Nord Europa con la collaborazione dei Ragno in Sicilia e con il carico fornito dal messicano Miguel Laredo degli Alfa. Viene arrestato insieme ai familiari, ai Ragno e a Laredo al summit nella biblioteca di Catania
- Giovanni Pesce, interpretato da Antonio Tallura (stagione 6 ep. 7-9), fratello di Francesco e viceboss della 'ndrina. Aiuta il fratello consigliandolo nella gestione degli affari di famiglia. Con Francesco ha fatto diventare il loro clan una vera e propria organizzazione con contatti in Messico e Colombia per le forniture di cocaina. Attraverso De Silva entrano in contatto con i Ragno e con il boss degli Alfa, Miguel Laredo per organizzare le nuove tratte della cocaina in Europa con il prodotto degli Alfa. Viene arrestato insieme ai familiari, ai Ragno e a Laredo al summit nella biblioteca di Catania
- Gaetano Pinna, interpretato da Simone Luglio (stagione 6 ep. 8), uomo di Basile sopravvissuto al massacro del covo di Giarre. Sotto pressione di Calcaterra rivela dove si trova la raffineria di Don Basile. Viene liberato dal poliziotto e consegnato in incognito alla Colombo e a Pietrangeli. Collabora con la Duomo rivelando dove si trova la raffineria
- Miguel Laredo, interpretato da Claudio Masin (stagione 6 ep. 8-9), capo degli Alfa, il cartello della droga messicano più potente del Messico. Laredo arriva in Italia per organizzate con i Ragno, i calabresi Pesce e con De Silva le nuive rotte della cocaina in Europa. Laredo è un uomo molto violento e temibile, infatti a un incontro con De Silva uccide dandogli fuoco un uomo per aver rubato agli Alfa. Inoltre minaccia De Silva in più occasioni per avergli mancato di rispetto. Il suo cartello è molto potente e infatti gestisce tutta l'importazione di cocaina im America e ora con i Pesce e i Ragno anche in Europa. Viene arrestato insieme a quest'ultimi al summit nella biblioteca di Catania
- Francesco Vaccaro detto il farmacista, interpretato da Massimiliano Rossi (stagione 6 ep. 8-9), chimico dei Ragno con precedenti per spaccio e appena uscito dal carcere di Monte Calabro. Si suicida nel proprio appartamento davanti all'ispettore Sciuto dopo che la Duomo ha scoperto il suo impegno nella raffineria per i Pesce e i Ragno
- Marco e Sandrino Moretti, interpretati da Renato Marotta e Sebastiano Re (stagione 6 ep. 9), cugini catanesi dei Pesce nonché proprietari della Moretti Immobiliare. Si occupano di organizzare l'incontro tra i Pesce e i Ragno a Catania e vengono arrestati al summit nella biblioteca insieme ai Pesce, ai Ragno e ad Aredo
- Pescivendoli confidenti dei Ragno, interpretati da Lorenzo Randazzo e Guido Cerniglia (stagione 6 ep. 9)
- Antonio Funari, interpretato da Giampiero Mancini (stagione 6 ep. 10), nuovo direttore dell'AISI che incomincia a collaborare con la Duomo allo smantellamento di Crisalide ma viene ucciso da Guido Aleo con la complicità di Marta Pennino, agenti ombra dell'organizzazione criminale che subito dopo sono costretti a suicidarsi per il bene di Crisalide perché scoperti dalla polizia
- Guido Aleo, interpretato da Yoon C. Joyce (stagione 6 ep. 10), agente ombra di Crisalide nonché trafficante d'armi internazionale condannato a 30 anni per tentata strage nel 2009 e presunto morto nel 2011 in seguito a una rissa. Lo stesso ruolo di agente ombra per Crisalide è ricoperto da Spezika e Anzalone, due killer albanesi della vecchia famiglia Ferro e presunti morti per un regolamento di conti, e da Marta Pennino, tramite il Mossad (servizi segreti israeliani), che sarebbe morta suicida in carcere nel 2011 dov'era detenuta dal 2010 in seguito alla condanna all'ergastolo per associazione mafiosa e omicidio plurimo. Aleo con la complicità della Pennino uccide Antonio Funari, direttore dell'ASI che stava collaborando con la Duomo allo smantellamento di Crisalide. I due però poco dopo sono costretti a suicidarsi per il bene di Crisalide perché scoperti dalla polizia mentre i due albanesi vengono uccisi da Pietrangeli e dalla Colombo nel tentativo di eliminare il questore Licata (stagione 6 ep.10)
- Moglie di Guido Aleo, interpretata da Giusy Ricchizzi (stagione 6 ep. 10)
- Marta Aloisi, interpretata da Emilia Verginelli (stagioni 6-7), libraia impegnata nella lotta contro la mafia che intrattiene una relazione con Francesca Leoni con la quale parte poi per l'Africa
- Madre superiora di Rosy Abate, interpretata da Guia Jelo (stagione 6 ep. 9-10 - 7 ep. 2)
- Santino, interpretato da Emanuel Caserio (stagione 7), giovane poliziotto della Duomo
- Bartolo Cicuto, interpretato da Michele Sinisi (stagione 7 ep. 1), uomo dei Maglio ucciso dalla Duomo sotto casa sua
- Dottore Annoni, interpretato da Giovanni Moschella (stagione 7 ep. 1-2, 10), affiliato ai Maglio per i quali cura Calcaterra e in seguito viene trovato dai kazaki per salvare la vita a Keke, ferito durante uno scontro a fuoco con la Duomo che riesce a salvare il dottore
- Flavio Collina, interpretato da Ascanio Balbo (stagione 7 ep. 1, 5-8), marito di Anna Cantalupo ucciso per sbaglio al posto suo per mano dello stesso padre Goffredo Collina
- Oscar Armentano detto u ballerino, interpretato da Gigi Garretta (stagione 7 ep. 2), imprenditore gestore di una discoteca e affiliato ai Maglio. Vende della droga agli infiltrati Tempofosco e Cantalupo i quali riescono a rintracciare gli spostamenti di denaro sui conti del broker e così viene eliminato dai Maglio
- Corrado Vaccaro, interpretato da Michele De Virgilio (stagione 7 ep. 2-6), uomo dei Corvo ostile a Rachele Ragno e da lei ucciso dopo averla assalita
- Medico dell'ospedale di Catania che si occupa del recupero di Calcaterra e infine del suo ricovero nell'ospedale psichiatrico, interpretato da Alessandro Waldergan (stagione 7 ep. 2-6, 10)
- Federica, interpretata da Lucia Cammalleri (stagione 7 ep. 2-4, 6-8, 10)
- Giudice Fabbri, interpretato da Stefano Santospago (stagione 7 ep. 2-4, 6-10), che sostituisce la Ferretti conducendo le indagini su Saverio Torrisi
- Fabrizio Rondolone, interpretato da Federico Tocci (stagione 7 ep. 3), uomo di Spagnardi ed ex affiliato dei Ferro rapito e trucidato da Rachele Ragno e Gaspare Corvo
- Vittorio Micheli, interpretato da Luciano Miele (stagione 7 ep. 3), basista di Rondolone al molo 5 arrestato dalla Duomo
- Riccardo Ferlito, interpretato da Vincenzo Ferrera (stagione 7 ep. 4-6), commercialista con precedenti per frode. Mette in contatto la fuggitiva Ada Ferretti con Veronica Colombo, è un uomo di Collina e di Torrisi e gestisce il cementificio Rivacem dei Maglio attaccato dai Corvo e da Rachele Ragno. All'arrivo della Duomo è braccato e si getta nel vuoto finendo in coma. Viene poi ucciso in ospedale dal degente Calcaterra in uno dei suoi momenti di amnesia
- Marek Kekerovic detto Keke, interpretato da Marius Bizău (stagione 7 ep. 4-10), uomo di Torrisi morto a casa del dottor Annoni in seguito alle ferite riportate durante un conflitto a fuoco con la Duomo
- Avvocato di Saro Ragno, interpretato da Giovanni Guardiano (stagione 7 ep. 5-6)
- Stefano Strina, interpretato da Andrea Gherpelli (stagione 7 ep. 6), ex militare prestanome di Torrisi. Viene preso in ostaggio da Rachele Ragno e da De Silva e ucciso da Rachele dopo avergli rivelato sotto tortura il nome di Torrisi
- Mizia Leonardi, interpretata da Manuela Spartà (stagione 7 ep. 7-8), raffinatrice di droga dei Corvo sacrificata da De Silva come esca affinché il dottor Reitano esca allo scoperto pensando che il suo cadavere sia della moglie
- Gennaro Allevi, interpretato da Gino Nardella (stagione 7 ep. 7-8), ex anarchico arrestato in passato dalla Cantalupo e che ora le ha preparato la bomba per uccidere Torrisi e procurato due auto
- Dottor Maurizio Reitano, interpretato da Luigi Pisani (stagione 7 ep. 8), volontario di Free Medics che in Kazakistan in seguito alle morti per esalazioni di sostanze tossiche ha effettuato analisi sui cittadini ostacolando Torrisi e per questo, tornato a Catania per mettere in salvo la moglie, viene ucciso da De Silva prima che la Duomo riesca a salvarlo
- Aiman Mailin, interpretata da Jun Ichikawa (stagione 7 ep. 8), moglie di Reitano
- Amico di Reitano, interpretato da Maximilian Dirr (stagione 7 ep. 8)
- Marco Missiroli, interpretato da Luigi Di Pietro (stagione 7 ep. 8), responsabile del centro antiviolenze di Catania che aiuta la moglie di Reitano
- Avvocato di Torrisi, interpretata da Antonella Bavaro (stagione 7 ep. 8, 10)
- Sabith Yasavi, interpretato da Taiyo Yamanouchi (stagione 7 ep. 9), "cuoco" kazako assoldato da Keke per la raffinazione di metanfetamina-efedrina e ucciso dallo stesso per aver tentato la fuga dalla fabbrica ChemSicilia
- Uomo dei Corvo, interpretato da Francesco Guzzo (stagione 7 ep. 9).
- Sara Ferretti, interpretata da Selene Caramazza (stagione 7 ep. 1-4, 8-10 - stagione 8), figlia del giudice Ada Ferretti sequestrata dai Maglio e poi posta sotto protezione insieme alla madre insieme alla quale fugge in Marocco. Qui vengono scovate e messe in salvo da Calcaterra ma, tornate in Italia, all'aeroporto Sara viene sequestrata da Spagnardi e da Carmela Ragno che in cambio vogliono suo padre Filippo De Silva. Questo esce allo scoperto, si fa prendere e riesce a liberare la figlia e infine a farla fuggire in Canada insieme alla madre.
- Lugli, interpretato da Fausto Maria Sciarappa (stagione 8 ep. 1-6, 8), superiore di Filippo De Silva che ostacola la Duomo favorendo il vecchio agente segreto.
- Agente dei Servizi Segreti, interpretata da Hong-Hu Ada Perotti (stagione 8 ep. 1, 2, 6, 8).
- Salvo Capace detto Mastrolindo, killer del vicequestore Davide Tempofosco su ordine di Ulisse Mazzeo. Viene ucciso da Antimo Corda per impedirgli di parlare con la Duomo dato che a lui non aveva rivelato il mandante dell'omicidio del poliziotto e del commando che uccise la famiglia Mazzeo.
- Oreste Diotallevi, interpretato da Biagio Pelligra (stagione 8 ep. 1), appartenente al commando che uccise la famiglia Mazzeo; si suicida per proteggere la famiglia dalla furia di Ulisse Mazzeo.
- Gustavo, interpretato da Carlo Palmeri, nipote di Oreste che viene minacciato da Filippo De Silva per arrivare a suo nonno (stagione 8 ep. 1).
- Amico di Gustavo, interpretato da Marco Aiello (stagione 8 ep. 1).
- Figlia di Oreste Diotallevi, interpretata da Annalisa Schettino (stagione 8 ep. 1).
- Rebecca, moglie di Carlo Nigro, interpretata da Ester Vinci (stagione 8 ep. 1, 2, 5, 8-10).
- Gerlando Marchese, interpretato da Pino Calabrese (stagione 8 ep. 2, 3), fratello del boss Tindaro Marchese. Ucciso da Ulisse Mazzeo.
- Remo Bonanno, interpretato da Andrea Giannini (stagione 8 ep. 2, 6), ex affiliato dei fratelli Mezzanotte. Responsabile dell'uccisione di Rosy Abate alla pompa di benzina. Anche lui è alla ricerca del tesoro dell'Abate per riprendersi la parte dei Mezzanotte in quanto spetterebbe a lui, l'ultimo loro uomo in vita. Viene ucciso da Rosalia Bertinelli in un conflitto a fuoco, dove erano presenti anche Vito Sciuto e Bruno Orsini.
- Componente della commissione, interpretato da Duccio Camerini (stagione 8 ep. 3, 9).
- Aniello Marchese, interpretato da Gaetano Sciortino (stagione 8 ep. 4-9), fratello di Riccardo Marchese. Anche lui appartiene al clan Marchese ed è pure lui luogotenente del boss Tindaro. Viene arrestato dalla Duomo dopo un conflitto a fuoco.
- Cosimo Corda, interpretato da Turi Moricca (stagione 8 ep. 6), membro della famiglia malavitosa dei Corda rimasto ucciso nell'agguato alla villa per mano di Ulisse Mazzeo.
- Lorenzo Vischero detto o' Becchinazzo, interpretato da Ubaldo Lo Presti (stagione 8 ep. 7), affiliato di Mazzeo ucciso dalla Duomo in un conflitto a fuoco.
- Affiliato di Mazzeo, interpretato da Vincenzo Failla (stagione 8 ep. 7-9).
- Carmelo detto Melo, interpretato da Roberto Di Maio (stagione 8 ep. 7), vecchia conoscenza di Rachele Ragno che organizza la rapina al portavalori.
- Marco Luna, interpretato da Claudio Cotugno (stagione 8 ep. 7), poliziotto infiltrato, migliore amico di Giano Settembrini, ucciso da Saverio Torrisi durante una rapina a un portavalori.
- Moglie di Marco Luna, interpretata da Tania Bambaci (stagione 8 ep. 7, 8).
- Figlia di Marco Luna, interpretata da Fabiola Balestriere (stagione 8 ep. 7, 8).
- Hassan Nazzari, interpretato da Hassani Shapi (stagione 8 ep. 8), trafficante d'armi iraniano, a cui Filippo De Silva affida l’incarico di trovare un compratore per l’Uranio; viene arrestato dalla Duomo.
- Don Giuseppe Mezzalira, interpretato da Fabio Camilli (stagione 8 ep. 9, 10), boss della 'Ndrangheta e nemico giurato di Ulisse Mazzeo. Viene ucciso per vendetta da Ulisse Mazzeo proprio perché quest'ultimo aveva scoperto che egli aveva sposato la sua ex moglie Maria Scibona, che credeva ormai morta.
- Zu Bartolo, interpretato da Enzo Provenzano (stagione 8 ep. 9, 10), capo della commissione di Catania e amico d'infanzia di Adamo Corda.